# الدولة العيونية
الدَّوْلَةُ الْعُيُونِيَّة () أو الْإِمَارَةُ الْعُيُونِيَّة هي دولةٌ سابقةٌ في شبهِ الجزيرة العربية استمرت ما بين (469 – 636 هـ = 1076 – 1238 م) وسُميت بهذا الاسم نسبةً إلى «الأسرة العيونية» الّتي تنتمي إلى قبيلة عبد القيس، قلَّ نفوذ القرامطة في العراق والشام ما حفز كثيرًا من القبائل العربية للخروج من حُكم القرامطة مما جعل نفوذ القرامطة مستقرًا فقط على مدينة الأحساء، والتي سقطت هي الأخرى على يد الأسرة العيونية تحت قيادة أميرهم عبد الله بن علي العيوني سنة 469 هـ الموافقة لِسنة 1076 م وامتدَّ نفوذه من كاظمة شمالًا في الكويت إلى قطر جنوبًا والتي أعلنت تبعيتها للخلافة العباسية في أواخر عمرها.
تمزقت الدولة العيونية إلى سُلطَتين في القطيف والأحساء بعد وفاة محمد بن الفضل العيوني لفترةٍ طويلة ونتج من ذلك تنافسٌ بين الطرفين في مختلف المجالات الحضارية ولكن سرعان ما زاد سفك الدِّماء بين الأمراء العيونيين، وهذا ما أدى إلى نهوض شخصية شكر بن منصور العيوني الذي كان يطمح لتوحيد أسرته وبلادته الذي آلمه رؤية وضعها المزري وبدأ في ذلك سنة 580 هـ الموافقة لِسنة 1184 م واستطاع فيها توحيد البلاد مرة أخرى وتولى بعده محمد بن أحمد العيوني الذي قويَ نفوذه حتى وصل أطراف العراق والشام.
سرعان ما انقسمت الإمارة من جديد بعد وفاة محمد بن أحمد العيوني والذي أصبحت بلاده في حالة فوضى سياسيَّة يتحكم فيها الطرف الخارجي ومنها انطلقت مرحلة سقوط الدولة العيونية التي كانت على يد أبناء عمومتهم بنو عامر وبدأت مرحلة السقوط من الأحساء ثم تلتها القطيف واستقر العيونيون لفترةٍ من الزمن في جزيرة أوال حتى سقط نفوذهم فيها على يد أتابكة فارس سنة 636 هـ الموافقة لِسنة 1238 م وبذلك سقطت الدولة العيونية.
امتازت الدولة من جوانبها الحضارية في الاقتصاد والأدب لتزداد الحركة العلمية والتجارية في المنطقة في عهد العيونيين وما يشير إلى ذلك هو نشوء الأديب المؤرِّخ عليّ بن المُقَرَّب العيونِيّ بين الأسرة العيونية والذي أرَّخَ تاريخ بلاده ودوَّنَ حالتها الإجتماعية والدينية وخصوصًا الحالة السياسية، ومن الناحية الاقتصادية فمتازت الدولة بسك عملتها الخاصة التي تداولت بين سكان منطقة الأحساء ما يشير إلى تطورٍ ملحوظ للحالة الاقتصادية في عهد الأسرة العيونية.

## أُصول العيونيِّين

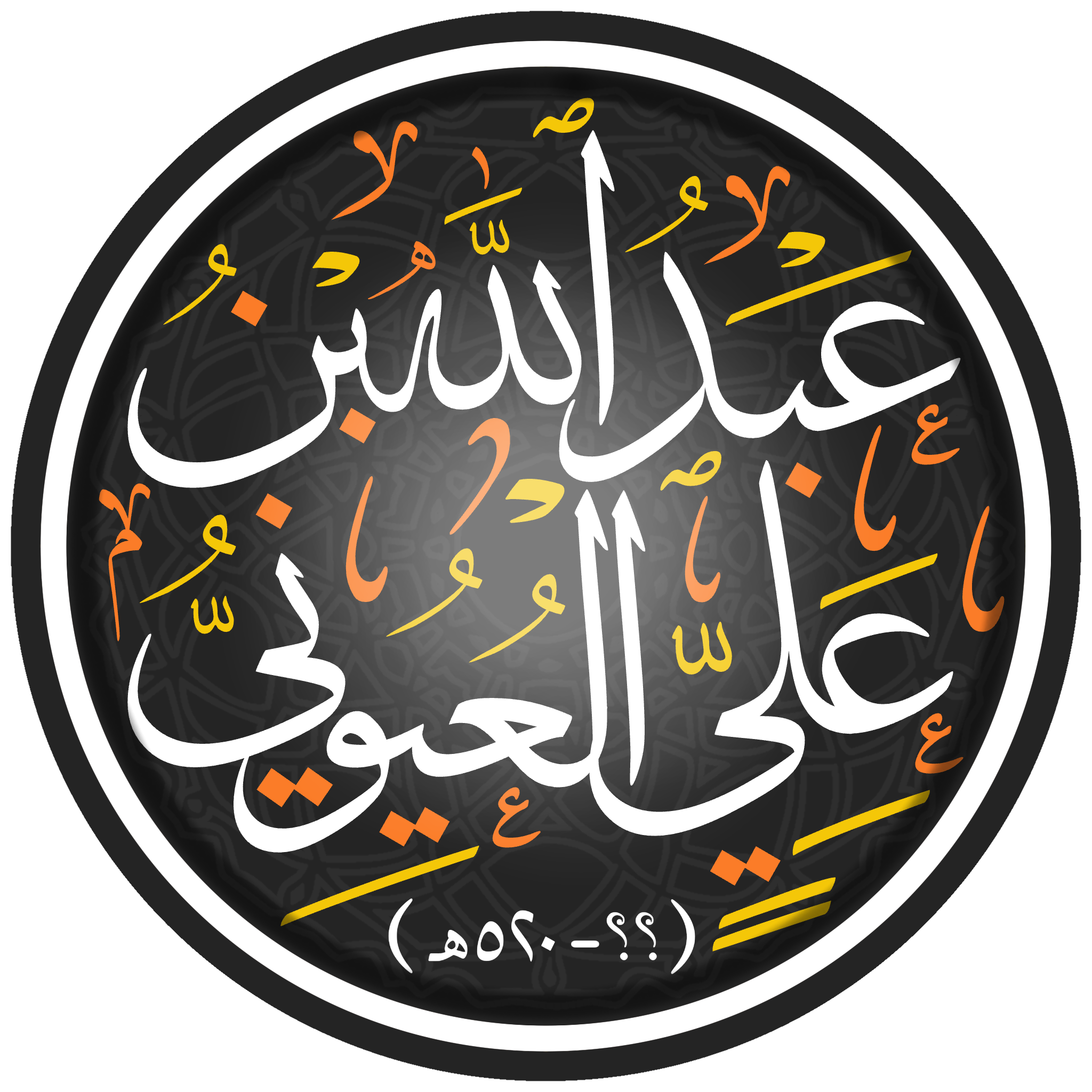
تخطيط اسم عبد الله بن علي العيوني، مؤسس الأسرة العيونية.

تعود أُصول الأسرة العُيونيَّة إلى مؤسسها عبد الله بن علي بن عبد الله بن علي بن عبد الله بن محمد بن إبراهيم بن محمد المري العبدي العيوني وتنحدر الأسرة العيونية إليه، وأحيانًا تُسمى الأسرة العيونية باسم: «آل إبراهيم» نسبةً إلى جدهم الأكبر إبراهيم بن محمد.
تنتمي هذه الأسرة إلى قبيلة بني عبد القيس ويدل على ذلك قول الشاعر علي بن المُقَرَّب العيوني عن أصوله ونسبه ونسب أجداده من ضمنهم المؤسس عبد الله بن علي العيوني قائلًا:
وترجع تسميتهم بالعيونيين إلى مكان نشأتهم في مدينة العيون، وسُمَيت بهذا الاسم لكثرة العيون المائية فيها والتي تقع شمال مدينة الهفوف على بعد 32 كيلو متر.

## التَّاريخ

### خلفيَّةٌ تاريخيَّة والتَّأسيس (465 – 469 هـ)

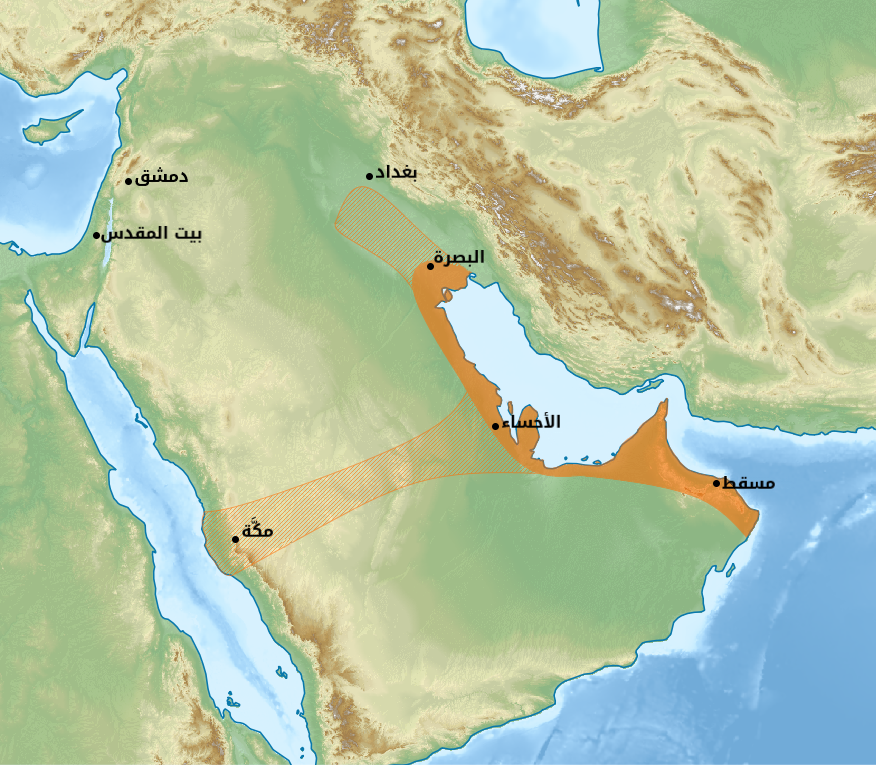
خريطة تُظهِرُ أقصى اتساعٍ جغرافيّ لِلقرامِطة في عهدِ أبو طاهر الجنابي.

بدأ الضَّعفُ يجوب في القرامِطة بعد وفاة القائد العسكري الحسن الأعصم في سنة 367 هـ الموافقة لِسنة 977 م وتدخلَ العباسيون والفاطميون في شؤون الدَّاخلية مما أدى إلى تفكك وحدة الدَّولة القرمطية، هذا الضعف حفز الكثير من القبائل العربية في الانقلاب ضد نفوذ القرامطة في عُمان وجنوب العِراق والبحرَين وتلك التمردات من القبائل المحلية شجعت بعض أمراء القبائل في إقامة دولهم على أرض الأحساء وعلى رأسهم عبد الله بن علي العيوني، في الجانب الأخر من منطقة الأحساء كانت منطقة المشرق الإسلامي تملؤها الفوضى السِّياسيَّة لا سيما استيلاء البويهيين على السُّلطة في بغداد من أيدي العباسيين، ولكن سرعان ما تغيرت تلك الأوضاع بعد ظهور السَّلاجقة في مسرح الأحداث الشرقية وكان نفوذهم ممتد إلى بلاد ما وراء النهر وخراسان وطبرستان وجرجان، أدت سيطرة البويهيين لبغداد إلى استدعاء السُّلطان السَلْجوقي طغرل بك إلى دخول بغداد سنة 447 هـ الموافقة لِسنة 1055 م واستطاع إسقاط البويهيين من السُّلطة.
كان للقبائل المحلية محاولاتٍ لإسقاط حُكم القرامطة قبل ظهور قوة عبد الله بن علي العيوني، وتلقت تلك القبائل المساعدات العسكرية من السلاجقة في بغداد. من هذه القبائل هي قبيلة بنو الزجّاج الذين استطاعوا تأسيس إمارةٍ تابعةٍ للخلافة العباسية بقيادة أبو البهلول العوام في جزيرة أوال وذلك عندما طلب العوام من القرامطة بناء جامع في أوال بمبلغٍ قدره ثلاثة آلاف دينار فوافق القرامطة وفي أول جمعة للجامع أعلن العوام وأخوه مسلم العصيان وخروجهم عن طاعة القرامطة، ليس بعيدًا عن أوال كذلك 
ظهر آل عياش في القطيف بقيادة يحيى بن عياش وكان يحيى يطمح للاستيلاء على جميع بلاد الأحساء فبدأ يخطط لضم أوال إلى نفوذه ولكن وافته المنية قبل تحقيق مراده. فأوصى ابنه زكريّا بتلك المهمة وبالفعل استطاع زكريا قتل العوام وإلحاق الهزيمة بجيشه وضم أوال إلى إمارته، وبعد سقوط نفوذ القرامطة في أوال والقطيف لم يبقى لهم سوى مدينة الأحساء فتحصنوا بها لغاية سقوطهم.
ظهر عبد الله بن علي العيوني في بلاد الأحساء بعد تدهور أوضاع البلاد وأراد التَّخلص من القرامطة بعد ما رأى حالتهم الضعيفة، اعتمد عبد الله اعمادًا كاملًا على أسرته وأبناء عمومته من قبيلة عبد القيس الذي يُقدَّر عددهم أربع مئة رجل وبدأ بمحاربة القرامطة بهذا العدد وحصلَ على تأييدٍ من السُّكان الكارهين لنفوذ القرامطة وبدأ عبد الله في حصار مدينة الأحساء واستمر حصاره قُرابة سبع سنوات، على الرُّغم من مساعدة الأُسرة العيونية وإمدادها بالمال لعبد الله العيوني إلا أنه واجه صعوبةً في إزالة نفوذ القرامطة وخاصةً أنَّ القبائل المُعارضة لم تساهم معه في حملاته العسكرية، فلم يكن هُناك خيارٌ لعبد الله سوى الاستعانة بقوةٍ خارجية لذلك استعان عبد الله بالخلافة العباسية في بغداد سنة 465 هـ الموافقة لِسنة 1073 م بعتبارها من البلدان التي تضررت من هجمات القرامطة وكان العباسيين والحُكام الفعليين الأتراك السلاجقة يكرهون القرامطة؛ وخاصة سُلطان السلاجقة ملك شاه الَّذي عُرف بكراهيته للشيعة الإسماعيلية، فوجدت الخلافة العباسية من عرض عبد الله العيوني فرصةً كبيرةً أن تعود بلاد الأحساء إلى الحُكم العباسيّ مرة أخرى.
أرسل السُّلطان السلجوقي قوةً قوامها سبعة آلاف رجل بقيادة أكسك سلار سنة 469 هـ الموافقة لِسنة 1076 م استجابةً لطلب عبد الله العيوني، اتجه جيش أكسك سلار من بلادِ العراق إلى بلاد الأحساء وفي أثناء طريقه لعبد الله العيوني أحتلَ القطيف وطرد حاكمها ابن عياش إلى جزيرة أوال وأتجه إلى مدينة الأحساء واشترك مع جيش عبد الله العيوني في محاصرة القرامطة، في أثناء حصار الأحساء قام أكسك سلار وجنوده بنهب المزارع المُحيطة بالأحساء وهاجم قبائلها وأخذ أموالهم وكان هدفه من ذلك هو إضعاف القرامطة اقتصاديًا، طلب القرامطة الصُّلح من القائد أكسك سلار مُقابل المال لمدةِ شهر وأعطوه ثلاثة عشر رجل كرهائن، قَبِلَ أكسك سلار بهذا العرض فخرجوا القرامطة إلى أماكن كان يخبئون فيها الأطعمة واحتياجاتهم، بعد جمعهم ما يكفيهم دخلوا مدينة الأحساء وأعلنوا نقض الصُّلح بينهم وبين القائد السلجوقي وشريكه عبد الله العيوني فبدأ عبد الله والسلاجقة حصارًا طويلًا على القرامطة وقتلوا الرهائن وحلَّ موسم الصَّيف الَّذي لم يستطع السلاجقة تحمل حرارة هذا الموسم فانسحب أكسك سلار وجيشه من الأحساء وأبقى أخاه البقوش وعلى رأسه قوةٌ صغيرةٌ في الأحساء لمساعدة عبد الله العيوني.

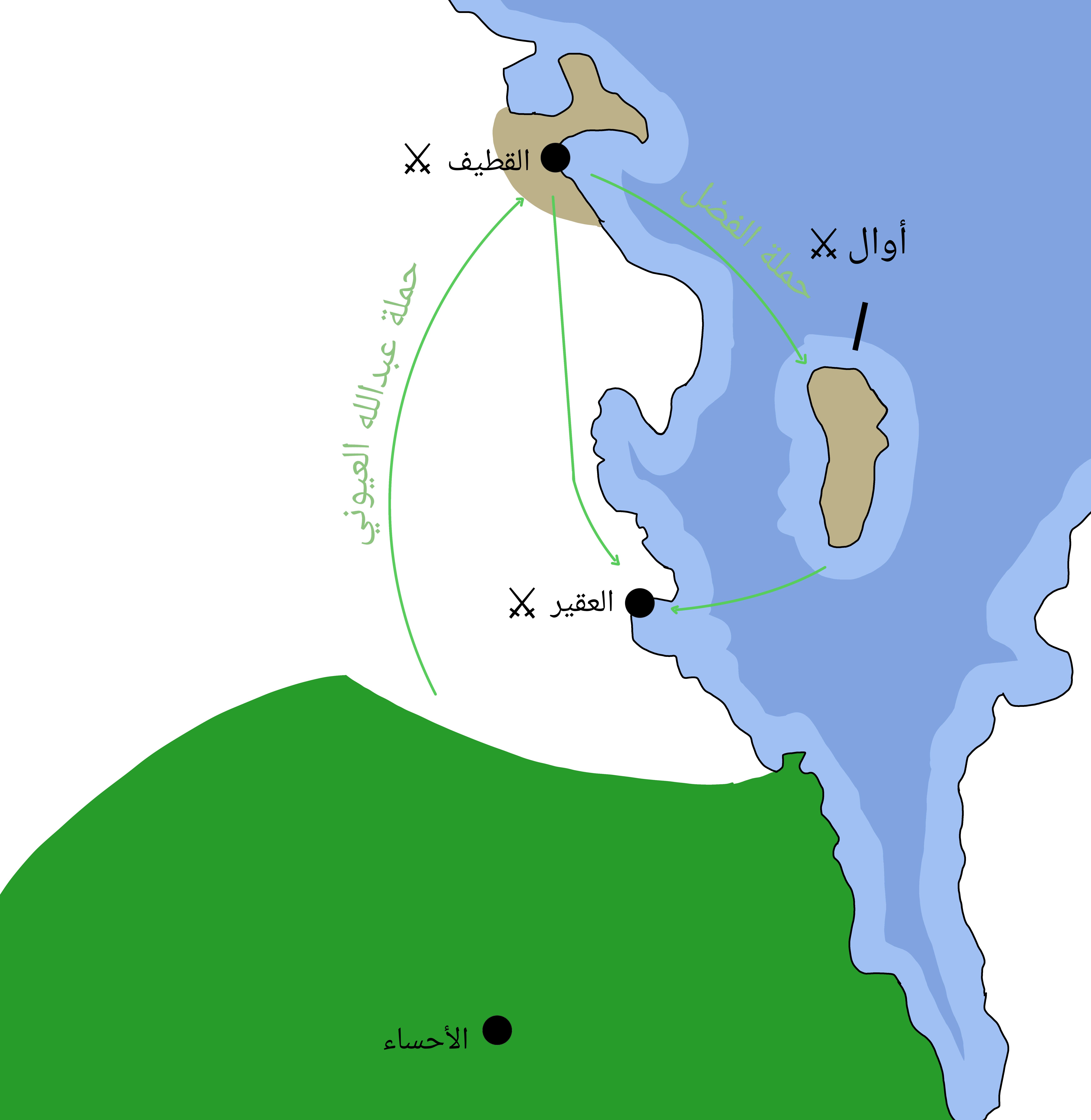
خربطةٌ تُظهرُ سير جيش عبد الله العيوني وابنه الفضل على إمارة بني العياش، ابتداءً من سير جيش عبد الله إلى القطيف ثُمَّ ارسال ابنه الفضل إلى جزيرة أوال ثُمَّ سير الجيشان إلى ميناء العقير.
: نفوذ العيونيين السّياسيّ في الأحساء.
: نفوذ آل عيّاش السّياسيّ في القطيف وأوال.

قرر القرامطة، في ظل أوضاعهم المتدهورة، الاستعانة بقبيلة بنو عامر من ربيعة لمواجهة عبد الله العيوني وشريكه البقوش السَّلجوقي، ظهر بنو عامر بعددٍ كبير جدًا بالمقارنة مع أعداد جنود العيوني والسَّلجوقي حيث يتراوح عدد جنود بنو عامر ثلاثين ألف جُندي وعدد جنود العيوني والسَّلجوقي ستمائة جُندي، ومع هذا استطاع عبد الله العيوني وبمساعدة من السلاجقة أن يهزمَ القرامطة وبنو عامر في موقعة الرحلين سنة 469 هـ الموافقة لِسنة 1076 م ودخلَ قصر القرامطة في الأحساء ليعلن سُقوط دولة القرامطة ونُشوءَ دولته في منطقة الأحساء، منعَ عبد الله العيوني دخولَ السّلاجقة إلى قصر القرامطة خشيةً من تدخلهم في أنظمة الحُكم وأخذ أموال القصر لنفسه الذي يُفتَرض أن تكون للدولة العباسيّة، وأراد تثبيت أركان دولته ولكي يفعلها أحتاجَ للتَّخلص من السّلاجقة وأنصار القرامطة الذين كانوا يشكلون خطرًا على حُكمه.
حاربَ بنو عامر حُكم عبد الله العيوني عندما رفضَ طلبهم للعوائد التي كانوا يتلقونها من القرامطة لقاء تأييدهم من جهة وكف أذاهم من جهة أخرى، استطاع العيوني هزيمتهم في موقعٍ بين نهري محلم وسليسل، ثُمَّ توجهَ نحو الشمال إلى موقعٍ ما بين قصر الخندق وباب الأسفار لمواجهة القرامطة الَّذين أظهروا العصيان لحُكمهِ وتعاركَ الطّرفان سنة 470 هـ الموافقة لِسنة 1077 م وانتصر العيوني في المعركة وأسرَ عددًا كبيرًا منهم ورحَّلَ من بقي منهم إلى عُمان لكثرةِ الغدر ونقض العهود، بدأت العلاقة بين عبد الله العيوني وقائد السلاجقة في الأحساء البقوش تزداد سوءًا نظرًا لطمع البقوش في زيادة نفوذ حُكم السلاجقة في الأحساء واتخاذ عبد الله العيوني لمذهب الفاطميون لنشر دعوته العلوية أدت إلى خلق مشاكل بين القائدين تصاعدت إل حد أن قام عبد الله العيوني بقتلِ البقوش، سارعت الخلافة العباسية والدولة السلجوقية بتجهيز جيشٍ بقيادةِ ركن الدين بعد وصول أخبار مقتل البقوش ووصلَ جيش ركن الدين إلى الأحساء وحاصرها قُرابة سنة حتى ملَّ الجنود السلاجقة فخرج لهم عبد الله العيوني وهزمهم فتراجعوا من الأحساء.
لم تكن الأوضاع الدَّاخليّة مُستقرة عند آل عياش في القطيف وأوال نظرًا لعداوة الحسن بن يحيى آل عياش حاكم أوال مع أخيه زكريا بن يحيى آل عياش حاكم القطيف، كان زكريا يطمح في إزالة حُكم أخيه في أوال ثم التوجه إلى الأحساء لضمها إلى نفوذه وكان كارهًا لسياسة أخيه الحسن الذي كان يحاول تعزيز العلاقات مع العيونيين فخطط لقتل أخيه بُناءً على نصيحة وزيره العكروت، وبالفعل قتلَ زكريا أخاه ومنها اتسع نفوذه في أوال وجهز جيشًا للزحف على الأحساء فوصل إلى قريةٍ تُسمى ناظرة وبدأ في نهب مزارعها والقرى حولها ووصلت أخبار النهب إلى عبد الله العيوني فجهز جيشًا من أسرته وأبناء عمومته من عبد القيس متوجهًا إلى ناظرة ودارت معركة بين الطرفين أدت إلى هزيمة زكريا وانسحابه إلى القطيف، تبعَ عبد الله جنود زكريا حتى القطيف واستطاع السيطرة عليها ثم هرب زكريا إلى أوال فأرسل عبد الله جيشًا وسفنًا بقيادة ابنه الفضل إلى جزيرة أوال والتقى جيشه بجيش زكريا وانتصر الفضل فهرب زكريا إلى العقير والتقى بجيش عبد الله بن علي فتمكن عبد الله من قتلِ زكريا سنة 470 هـ الموافقة لِسنة 1077 م وبذلك وحدَ عبد الله العيوني مُعظم بلاد الأحساء تحت حُكمه، وعيَّنَ ابنه الفضل أميرًا على القطيف وابنه عليًا على جزيرة أوال وجعل الأحساء عاصمةً للبلاد.
مع أن عبد الله العيوني وحَّد بلاد الأحساء تحت رايته إلا أنَّهُ كانت تواجهه تدخُّلاتٌ خارجيةٌ من السلاجقة وذلك أنَّ السُّلطان السَّلجوقي ملك شاه لم ينسى مقتل البقوش من عبد الله العيوني فأرادَ الانتقام منه والإطاحة بحكمه، فأمر كرمان بن قارود بك حاكم كرمان بتجهيز حملة عسكرية على الأحساء وبالفعل نفذ كرمان الأمر وتوجهَ إلى الأحساء لإخضاعها للنفوذ السلجوقي سنة 474 هـ الموافقة لِسنة 1081 م، بعد وصول الجيش السلجوقي إلى الأحساء رأى عبد الله العيوني أنه لا يقدِرُ على مواجهة هذا الجيش لكثرة عدده وقِلة عدد جيشه لذلك أظهر ولائه وخضوعه للسلطنة السَّلجوقية والخلافة العبّاسيّة حتى لا تتعرض أملاكه وأملاك العيونيون للخطر، أراد عبد الله التَّخلص من نفوذ السلاجقة حول الأحساء لذلك حثَّ عبد الله العيوني على أمراء السلاجقة على غزو عُمان واقتنع الأمراء السلاجقة بالفكرة خصوصًا بعد إظهار العيوني الولاء لهم وبذلك استطاع العيوني تأمينَ مُلكه من السلاجقة.

### الاستقرار (469 – 538 هـ)

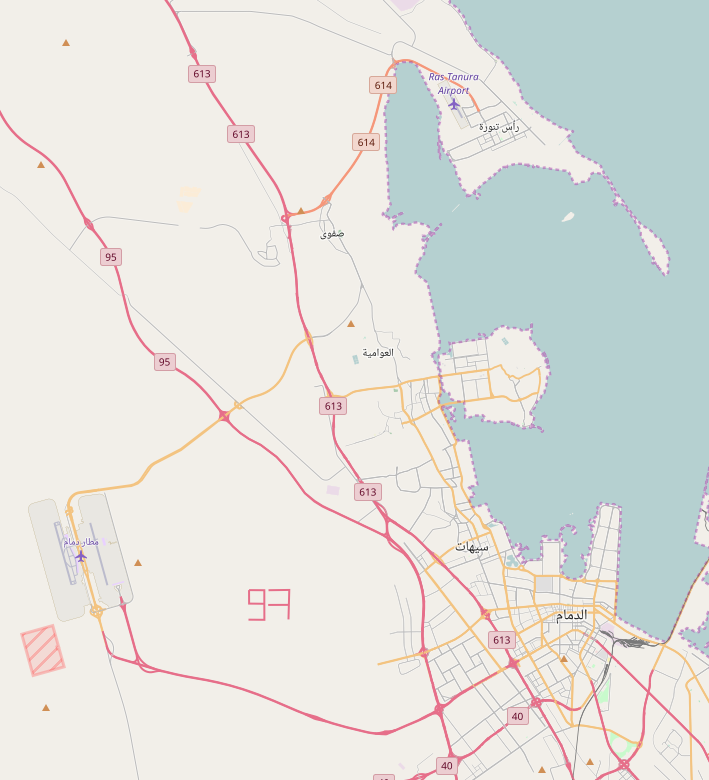
خريطةٌ جُغرافيّةٌ لمنطقةِ القَطِيف، اتَّخذها العيونيون عاصمةً للبلاد في عهد مُحمَّد بن الفضل.

بدأ عبد الله العيوني بعد استقرار الأوضاع في ضبط الأمور الإدارية وولى أبناءه على القطيف وأوال وولى سلطان بن داود على المناطق الشمالية ما بين البصرة والأحساء وكانوا أمراء المناطق لا يحضونَ بسلطةٍ مُطلَقةٍ وكانوا يرجِعونَ إلى عبد الله العيوني، كذلك ضبطَ الأوضاع الاقتصادية للبلاد وبالتالي تنعمت طرق قوافل التجَّار والحُجَّاج بأمانٍ واستقرارٍ من هجمات البدو وضبطَ الأوضاع الدينية بإزالة مُعتقدات القرامطة وبناء المساجد والمدارس الدينية ذات الصبغة الشيعية بعمارةٍ سلجوقية، استطاع عبد الله تحسين علاقته مع الخلافة العباسية حيث كان يدين الولاء لهم وكانت الخُطَب في المساجد تُقام باسم الخليفة العبّاسِيّ وبذلك اعترفت الخلافة العبّاسيّة والسّلطنة السَّلجوقيّة بالأمير عبد الله العيوني حاكمًا على بلاد الأحساء.
حكمَ الفضل بلاد الأحساء بعد والده وكَثُرت عليه الرِّوايات حول حُكمه، ذهبَ البعض أنه كان حاكمًا للقطيف وأوال في عهد والده فقط ولم يحكم البِلاد كاملًا؛ وهذا ما يتضح من رأي الباحث عبد الرَّحمٰن المديرس في مسألة تولي حُكم محمد بن الفضل، وذهب البعض أنه حكمَ البلاد كاملًا بعد وفاة والده، وهذا الرأي الذي وافقه الباحث عبد الرَّحمٰن الملا؛ والرأي الأخير حكمَ البلاد من قِبلِ والده بعد ما أحس بعدم مقدرتهِ لإدارة الحُكم؛ وهذا الرأي الذي وافقه الباحث محمد محمود خليل، اتصف حُكم الفضل بالحماية للبلاد والمستضعفين وأدارَ البلاد بالحزم والقوة وأنعش الحياة الاقتصادية في البلاد عن طريق حماية بضائع التُّجار من قُطاع الطُّرق ما جعلَ النّاس يقبلونَ على الانشغال في الزِّراعة والتّجارة، أيضًا يُشار للأمير الفضل أنه كان كثير التَّنقل في بلاده ولا يستقر في مكانٍ واحدٍ وعادةً ما يُقيم في الصَّحراء المتواجدة شمال البلاد، وجاء يوم استقرَّ الفضل في جزيرة تاروت وقُتلَ فيها على يد أحد خدمه سنة 520 هـ الموافقة لِسنة 1126 م.
تولى محمّد بن الفضل حُكم البلاد بعد وفاة والده ونقلَ عاصمة البلاد من الأحساء إلى القطيف وعزلَ عميه الحسن وعلي  من حُكم أوال والأحساء وعَيَّنَ خلفهما شكر بن علي على الأحساء وغرير بن الفضل على أوال ما أدى إلى غضب الأعمام وكانا ينتظران الفرصة المناسبة للتخلص من محمد، ولفعل ذلك حرَّضوا بنو عامر وزعيمهم غفيلة بن شبانة على محاربة محمد بن الفضل في القطيف، وبالفعل اتجه غفيلة ومن معه إلى القطيف وتحرك الجيش العيوني بقيادة محمد بن الفضل إلى معسكر غفيلة وأدى ذلك إلى هزيمة الجيش العيوني وانسحاب محمد إلى القطيف، أحسَّ محمد بن الفضل أن عميه الحسن وعلي لهما دورٌ في هذا الصراع خصوصًا وأن غفيلة وجيشه اتجهوا نحو الأحساء بعد القتال؛ ولقوا ترحيبًا من الأمير شكر ومن الحسن وعلي، وبذلك اتهم محمد بن الفضل أعمامه بالتّأمر مع غفيلة ضده وجهز جيشًا لمواجهتهم في الأحساء سنة 538 هـ الموافقة لِسنة 1143 م فخرج له عماه ودارت المعركة بين الطرفين وانتهت بمقتل الأمير محمد بن الفضل وأخوه جعفر، وعلى الرُّغم من هذه الخلافات في عهد محمد بن الفضل إلا أن عهده أمتاز بمجالس الأدب والشِّعر وكان الأمير مُحبًا للشعر والشُّعراء ومبالغًا في إكرام من يفد إليه من أهل الأدب.

### الانحدار (538 – 580 هـ)

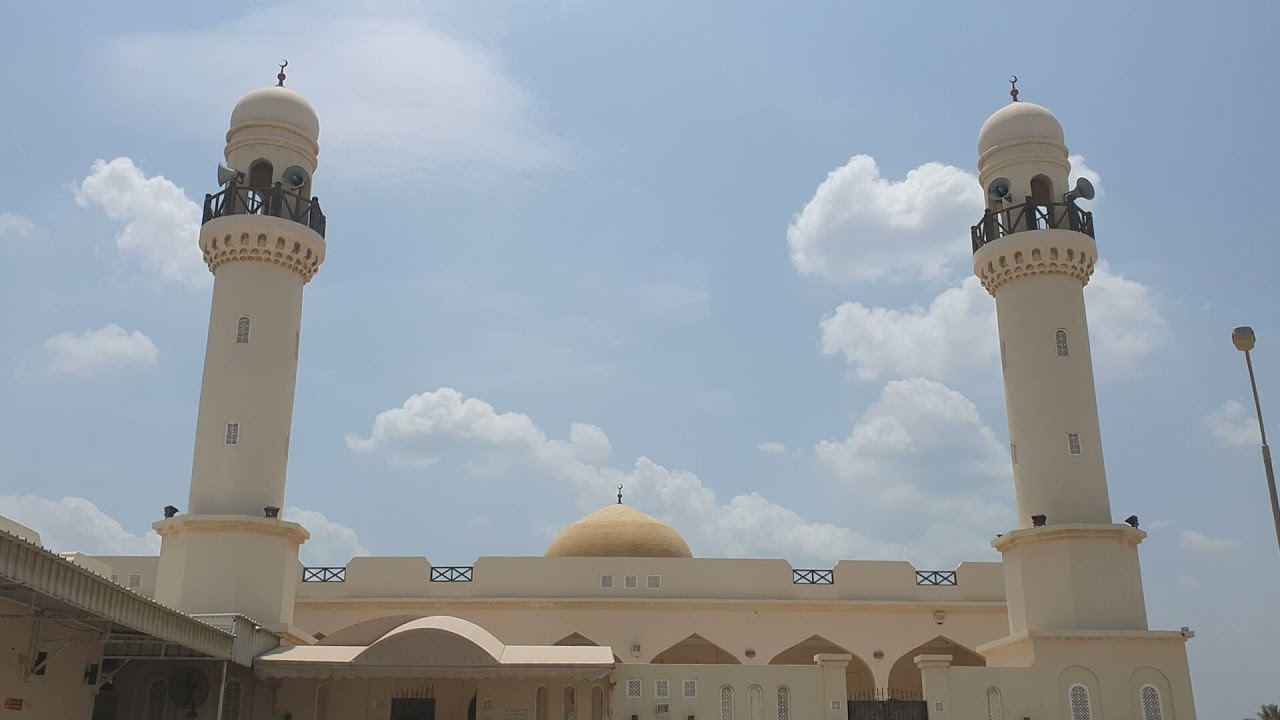
صورةٌ لمسجدِ الشّيخ سبسب، المسجد الذي أُغتيل فيه علي بن الحسن العيوني لينتج منها سلسلةً من الاغتيالات لأفراد الأسرة العيونية والتي استمرت حتى عهد شكر بن منصور العيوني.

شَكَّلَ مقتَلُ الأمير محمد بن الفضل منعطفًا خطيرًا في تاريخ الدولة العيونية حيث تقسَّمت الدولة إلى ثلاثِ دُوَلات، ففي الأحساء كانت السُّلطة في يد الأمير علي بن عبد الله العيوني، وأمّا القطيف فكانت في يد أخ محمّد وهو غرير بن الفضل العيوني، وأمّا جزيرة أوال فكانت في يد الحسن بن عبد الله العيوني، حاول غرير بن الفضل إصلاح شؤون القطيف بعد ما أصابها من أضرارٍ أثناء قتال محمد مع أعمامه بالإضافة إلى أنه كان يُعِدُّ العُدَّة للانتقام من أعمامه الَّذين قتلوا أخاه محمّد، اتجه غرير بجيشه إلى الأحساء والتقى بجيش علي في موقعٍ قُرب الأحساء يُدعى السليمات واستطاع غرير إلحاق الهزيمة على جيش علي فتراجع جيش علي إلى الأحساء وتحصنوا بها، وأمّا غرير وجيشه فنهبوا مزارع الأحساء ثمَّ تراجعوا إلى القطيف بعد القِتال ويبدو أن غرير رضيَ بهذا الانتصار وحقق ما رغِبَ به وهو الانتقام لمقتل أخيه، لم يستمر حُكم غرير طويلًا فقد توفي سنة 539 هـ الموافقة لِسنة 1144 م وقيل قُتِلَ على يد أحد أبناء أخيه محمد وتولى الحُكم من بعده ولا تذكر المصادر اسم هذا الأمير إلا أنه لم يستمر في الحُكم طويلًا هو الأخر نتيجة صُغر سنه وسوء إدارته، واستغل حاكم أوال الحسن بن علي العيوني ضعف هذا الأمير واضطراب أحوال القطيف ما جعله يستولي على القطيف، وبذلك تنتهي سلسلة حُكم آل الفضل بن عبد الله العيوني في بلاد الأحساء وخلَّفهم في ذلك أبناء علي بن عبد الله العيوني في الأحساء وأبناء الحسن بن عبد الله العيوني في القطيف وأوال.
القطيف
هاجم حاكم جزيرة قيس باكرزاز بن سعد على رأس جيش كبير أوال سنة 539 هـ الموافقة لِسنة 1144 م بعد استيلاء الحسن على القطيف، كان لهذا الهجوم مطامع اقتصادية وكذلك استغلال الأحوال السّياسية بين أفراد الأسرة العيونية، أرسلَ الحسن جيشًا من القطيف بقيادة ابن أخيه شكر بن علي العيوني إلى أوال لمواجهة باكرزاز والتقى الجيشان في جزيرة سترة وبالتالي انتصر شكر وانسحبَ باكرزاز ومن معه إلى جزيرة قيس، اتَّخذَ الحسن القطيف عاصمةً لحُكمه وعلى الرُّغم من أنّ مدينة الأحساء كانت تحت حُكم أخيه علي إلا أنَّ المصادر تُشير أن علي وأبناءه كانوا يدينون بالولاء للحسن إسميًّا وبذلك تكون مُعظم بلاد منطقة الأحساء تحت سيطرة الحسن، وازدهرت القطيف في عهده من ناحية المعيشة والسياسة والتجارة وكانت مصدر تجاذبٍ لسكان منطقة الأحساء بل إن مُعظم رجال الدولة العيونية وأهل بيت الحسن تركوا مدينة الأحساء ورحلوا إلى القطيف، توفي الحسن سنة 549 هـ الموافقة لِسنة 1154 م تاركًا خلفه فراغًا سياسيًا وكان أبناءه صغارًا لم يستطع أحد منهم تولي حُكم البلاد ما ساعد الطمَّاعين على الحُكم في الوصول إليها.
غرير بن منصور العيوني كان من هؤلاء الطامعين وانتهز الفرصة للاستيلاء على الحُكم، وفي عهده تعرضت أوال لهجومٍ من قبل حاكم قيس سنة 549 هـ الموافقة لِسنة 1154 م واستولى عليها لفترة قصيرة ثم نهبها وخرج منها، استمر حكم غرير لسبعِ سنوات حتى قُتِلَ على يد ابن عمه هجرس بن محمد العيوني سنة 556 هـ الموافقة لِسنة 1160 م واستولى على الحُكم لكنه لم يستمر طويلًا إذ توفي سنة 557 هـ الموافقة لِسنة 1161 م وتذكر المصادر أنه كان ضعيفًا في الحُكم وكانت البلاد مضطربة في عهده، تولى حُكم البلاد شكر بن الحسن العيوني بعد وفاة هجرس، حاولَ شكر تثبيت أركان دولته وساعده في ذلك أخوته وفي عهده حاول حاكم قيس الهجوم على أوال ولكنه فشل، تولى حُكم البلاد علي بن الحسن العيوني بعد وفاة شكر سنة 575 هـ الموافقة لِسنة 1179 م، لم يحكم علي وقتًا طويلًا إذ أنه قُتِلَ على يد أخيه الزير بن الحسن العيوني في مسجد سبسب سنة 575 هـ الموافقة لِسنة 1179 م، بعد وفاة علي كَثُرَ القتل والصراع بين أفراد الأسرة العيونية في القطيف وأوال من أجل السُّلطة ونتُجَ من هذه الاغتيالات عدم رضا أهل القطيف بالأسرة العيونية وقد سئموا من صراعتهم لذلك عيَّنوا أميرًا عليهم من خارج الأسرة العيونية ولكنه لم يستمر في الحُكم طويلًا إذ أنه استقالَ منها وتركها لأحد أفراد الأسرة العيونية.
الأحساء
لم تؤثر هذه الفترة المرتزقة لتاريخ الدولة العيونية في الأحساء على عكس القطيف حيثُ كان الأُمراء العيونيين في الأحساء أكثر استقرارًا من الأمراء في القطيف وأوال، عانت الأحساء في عهد شكر بن علي العيوني لأزمةٍ اقتصادية نتيجة نهب جنود غرير بن الفضل لمزارع ومحاصيل الأحساء، لحل هذه الأزمة سارعَ شكر لفتح خزائن الدولة وتوزيع الحبوب والبذور للرَّعية وتذكر المصادر أنه بالغَ في كرمه ما جعله يخرج الحبوب للطُّيور حتى لا تهلك جوعًا لندرة الحبوب، وكان الأمير شكر يخضع لأمر عمه الحسن بن عبد الله في القطيف ويتبين ذلك هو مشاركة شكر في إحدى معارك حاكم قيس في أوال إلى جانب عمه الحسن وتحت أمرته، تولى حُكم الأحساء محمد بن منصور العيوني بعد وفاة شكر في سنة 556 هـ الموافقة لِسنة 1160 م ووصِفَ بالشِّدَّة والقوة والحزم وأُشتُهرَ عهده بالأمان والاستقرار في مدينة الأحساء حيث أوقفَ تعديات البدو على أهل المدينة، ويذكرُ ديوان ابن المُقَرَّب شيئًا عن قوته وهو أنَّ أعداء الأسرة العيونية في الأحساء اجتمعوا عند شيخهم شبانة بن غفيلة يحرضوه على قتال محمد بن منصور ولكنه رفض لقوة العيوني وحثَّهم على الصبر حتى وفاته، ومن هذه الحادثة لم تتمكن القبائل من مهاجمة الأحساء في عهد محمد بن منصور العيوني وتوفي في سنة 580 هـ الموافقة لِسنة 1184 م.

### الانتعاش (580 – 605 هـ)

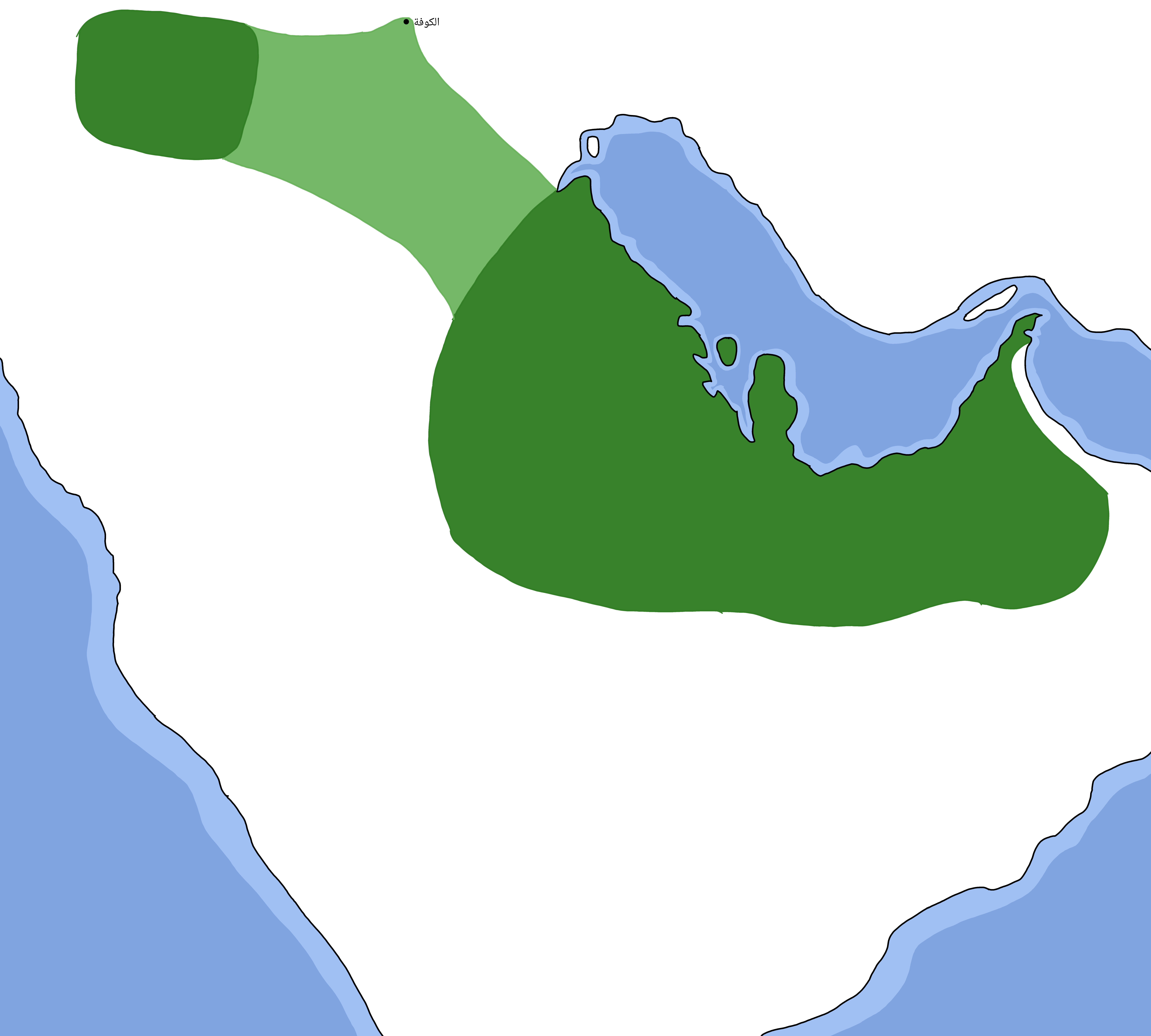
خريطةٌ جُغرافيّةٌ توضحُ نفوذ العيونيين في عهد محمد بن أحمد العيوني.
: نفوذ العيونيين السّياسيّ في الأحساء وبادية الشّام.
: سير جيش محمد بن أحمد العيوني في جنوب العِراق.

تولى الحكم شكر بن منصور العيوني في الأحساء بعد وفاة أخيه محمد وكان له عزمٌ على توحيد بلاده المتفرقة فأعدَّ جيشًا بقيادة أخيه عبد الله ليسير إلى القطيف وأوال واستطاعَ قتل أمير القطيف الحسن بن شكر العيوني وضم القطيف إلى حُكم شكر، تذكر بعض المصادر أن عبد الله استعانَ بقوة عسكرية من حاكم قيس شاه بن باكرزازفي أثناء غزوه لجزيرة أوال، حيثُ استطاع عبد الله إلى جانبه قوّةٌ من قيس الاستيلاء على أوال سنة 580 هـ الموافقة لِسنة 1184 م وبذلك زادَ نفوذ حاكم قيس في أوال وكان عبد الله يدفع عوائد مالية مُقابل تلك المساعدة، بعد تلك الحملات العسكريّة لتوحيد بلاد الأحساء اتَّخذَ شكر مدينة الأحساء عاصمةً للبلاد ووُصِفَ الأمير شكر بالكرم والعدل حيثُ قام بإسقاط جميع الضرائب على الرَّعية وكذلك حاول إصلاح شؤون البلاد ونهوضها بالتِّجارة، ولكن بعض من الأُمراء العيونيين كانوا غير راضين عن الأمير شكر وذلك بأنه استعان بقواتٍ خارجية لتوحيد بلاده ما أضعفَ الدّولة سياسيًّا ليؤدِّي بذلك إلى اعتراض بعض أفراد الأسرة العيونية لتأييد ومناصرة الأمير شكر.
كان الأمير محمد بن أحمد العيوني من هؤلاء المُعارضين وكان حاكمًا للدولة سابقًا وعندما رأى أوضاع البلاد تزداد سوءًا سارعَ في انتزاع السُّلطة من عبد الله وشكر وابتدأَ مع عبد الله فهاجم القطيف سنة 587 هـ الموافقة لِسنة 1191 م واستولى عليها ثُمَّ استولى على جزيرة أوال وهرب عبد الله إلى أخيه شكر في الأحساء، جهزَ الأميران عبد الله وشكر جيشًا للدِّفاع عن الأحساء ولكن الأمير محمد لم يكن متسرعًا في أخذ الأحساء وأراد في البداية تثبيت حُكمه في القطيف وأوال وبادية منطقة الأحساء واستطاع محمد قتلَ الأميران في إحدى المعارك والاستيلاء على مدينة الأحساء سنة 599 هـ الموافقة لِسنة 1202 م وبذلك أصبحت بلاد الأحساء خاضعتًا لمحمد بن أحمد العيوني، شهدت الدولة العيونية في فترة حُكم محمد بن أحمد ازدهرًا كبيرًا اقتصاديًّا واعتبره المديرس المؤسس الثاني للدولة العيونية بعد عبد الله بن علي، كذلك شهدت الدولة في فترة محمد نفوذًا واسعًا واستطاعَ إخضاع إقليم نجد وجنوب العِراق وأطراف الشّام وعُمان إلى نفوذ دولته، كذلك أقام علاقاتٍ ودِّيّة مع الخليفة العبّاسيّ الناصر لدين الله وكان الخليفة يتولى الأمير محمد على الأمن في جنوب العراق.
تُشير بعثة رسول الخليفة العبّاسيّ إلى الأمير محمّد ليطلب منه تأديب دهمش بن سند والقبائل العربية المناصرة له لنهبهم أموال الحُجّاج سنة 598 هـ الموافقة لِسنة 1201 م إلى هذه العلاقة الطيبة بين الطرفين. جهزَ محمد جيشًا كبيرًا من قبائل الأحساء والعِراق تحت قيادته وانضمت له قبائل خفاجة والمنتفق وعبادة لتأديب دهمش وأنصاره والتقى الطرفان في موقعٍ قُرب الكوفة وانتهى القتال بانتصار محمّد، وبذلك استطاع محمد بسطَ نفوذه في هذه المناطق فأمنَ الحُجَّاج وازدهرت التجارة فيها وبالتالي عظُمَ شأنه عند الخليفة الناصر ففرض له رسمًا معلومًا يصرف له تقديرًا لما يفعله تجاه الخلافة، امتدَ حُكم الأمير محمّد قُرابة ثمانية عشر سنة خلالها نعمت البلاد بالاستقرار والازدهار الاقتصادي، ولكن الخلافات بين الأمراء العيونيين بدأت تظهر في أواخرِ حُكم محمّد وكان لشيوخ بنو عامر تدخلٌ واضحٌ في نزاعات العيونيين، ومن أبرزهم شيخ بني عقيل راشد بن عميرة الذي كان يطمح للحصول على مميزاتٍ اقتصادية وسياسية لم يتلقاها من الأمير محمّد فأرادَ التَّخلُّص منه، أتفق الشيخ راشد مع الأمير غرير بن الحسن العيوني الذي كان يطمح للوصول إلى السُّلطة على اغتيال محمّد مُقابل حصوله على المميزات التي رغِبَ بها وبالتالي تولية غرير على القطيف وأوال، نُفِّذت هذه المؤامرة وقُتِلَ محمد سنة 605 هـ الموافقة لِسنة 1208 م وتولى غرير بن الحسن حُكم القطيف وأوال من بعده.

### سقوطُ الدَّولة (605 – 636 هـ)

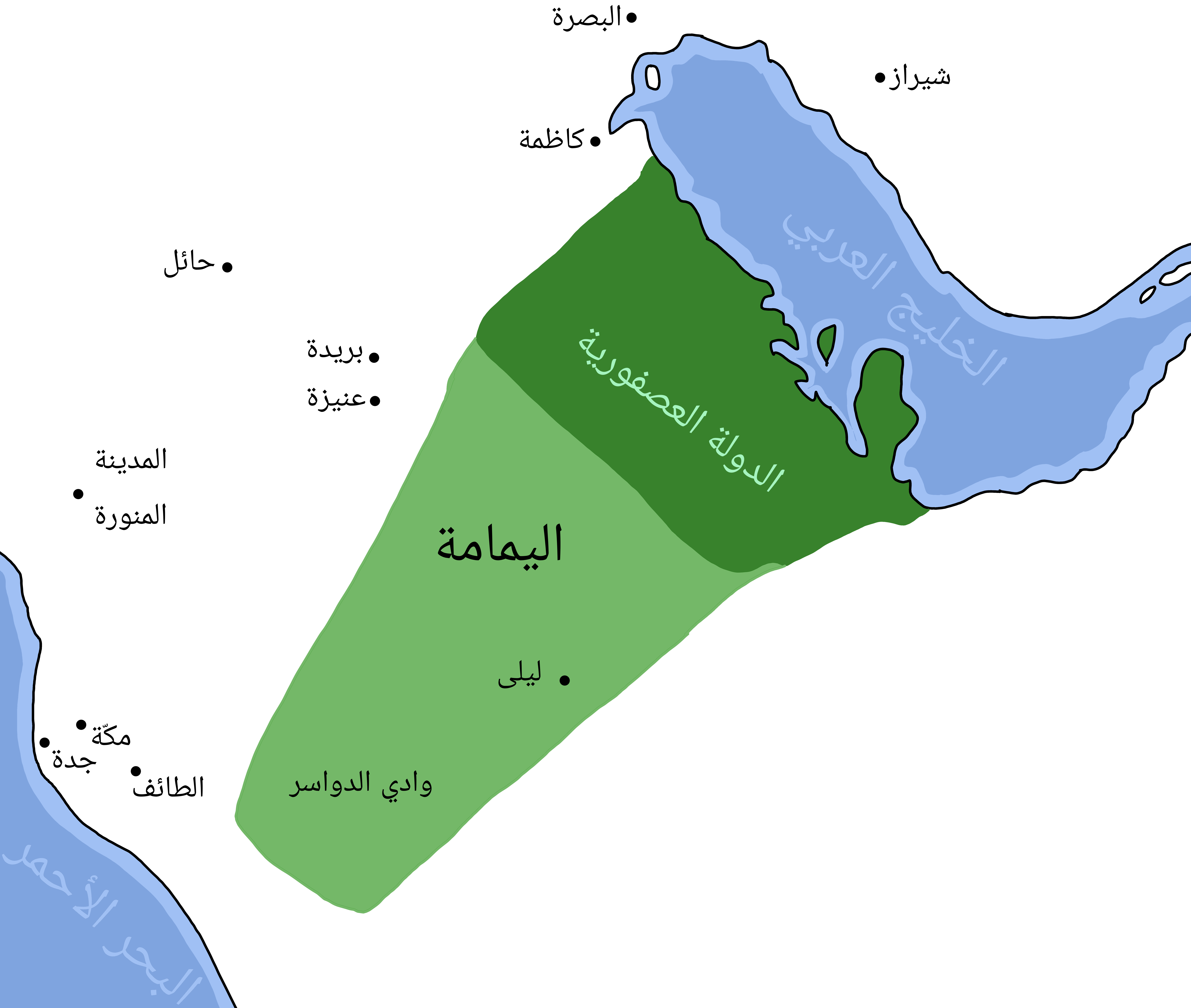
خريطةٌ جُغرافيّةٌ توضحُ نفوذ العصفوريُّون في شبهِ الجزيرةِ العربيّة.
: نفوذ العصفوريون السّياسيّ في الأحساء.
: نفوذٌ قويٌ.

أثر مقتلُ محمد صدمةً كبيرةً للخليفة الناصر وكان يسارع إلى إمداد أبناء الأمير محمد بالمساعدات اللَّازمة لاستعادة سُلطتهم، ويتَّضح من ذلك دعم الخليفة العبّاسي للفضل بن محمد العيوني الذي أراد الانتقام لوالده فأعدَّ جيشًا من أنصاره وأمدَّهُ الخليفة بالمال والأسلحة والجنود وبعد الإمدادات سار الفضل من بغداد إلى القطيف واستطاع السيطرة عليها واغتيال غرير سنة 606 هـ الموافقة لِسنة 1209 م، وكان لحاكم قيس غياث شاه بن جمشيد دورٌ في هذه الصراعات إلى جانبِ الفضل حيث وقَّع اتفاقية معه ليمدّه بالجنود ومساعدته في تثبيت أركان حُكمه في القطيف وأوال مما زاد نفوذ حاكم قيس في الخليج وأضعفَ العيونيّون سياسيًّا، زاد نفوذ قبيلة بني عامر ازديادًا واضحًا نتيجة الصراع بين الأمراء العيونيين وخضوعهم لمتطالبتهم وهذا ما يتضح نفوذهم القوي في أنظمة حُكم العيونيين، بعد اغتيال محمد بن أحمد تولى حُكم الأحساء من بعده محمد بن ماجد العيوني ولم يستطع الفضل الاستيلاء على الأحساء منه نظرًا لتأييد بنو عامر والقبائل المحيطة بالمنطقة له، لذلك تواصل مع الأمير مسعود بن محمد العيوني لتدبير انقلابٍ عسكري ونُفِّذَت سنة 615 هـ الموافقة لِسنة 1218 م واستطاع فيها مسعود قتل محمد وتولى حُكم الأحساء.
لم تكن الأوضاع جيدة عند الأسرة العيونية في الأحساء على الرُّغم من ظهور بعض الأُمراء حُسن السيرة والّذين ذُكر حُكمهم الجيد للبلاد، ولكن الضَّعف السّياسيّ للبلاد واعتمادهم الكامل على بنو عامر أدى ذلك إلى إنهاء حُكمهم من قِبل بنو عامر، حيث عيَّنُ أميرًا منهم يُدعى عصفور بن راشد الذي أنهى حُكم العيونيين في الأحساء واستولى على ممتلكات الأسرة وأخر أميرها سنة 630 هـ الموافقة لِسنة 1232 م، تلتها سقوط مدينة القطيف على يد أحد شيوخ بني عامر سنة 630 هـ الموافقة لِسنة 1232 م، وبذلك لم يتبقى لدى العيونيين غير جزيرة أوال واستطاعوا حماية نفسهم فيها من الأعداء الخارجيين وبدأت الدولة العيونية تسقط تدريجيًّا بعد سقوط مدينة القطيف خاصتًا وأنها كانت مركزهم في دعم العسكري، وكان للتنافس التِّجاري بين حاكم قيس وأمير هُرمُز أثرٌ واضح على سقوط الدولة، حيث قبل سقوط القطيف كان أمير هُرمُز يتلقى العوائد التي كانت تدفع لحاكم قيس من قبل الأمير العيوني آنذاك منصور بن علي، تدخل أتابكة فارس في هذا الصراع نتيجة استغاثة أهل قيس للأتابك فارس أبو بكر السلغري الذي استجابَ لاستغاثتهم لتوسعة نفوذه واستطاع الاستيلاء على الجزيرة سنة 628 هـ الموافقة لِسنة 1230 م وكان الأمير منصور يدفع له العوائد هو الأخر.
اتجهَ الأمير محمد بن محمد العيوني إلى جزيرة أوال بعد سقوط مدينة القطيف وطرد ابن عمه منصور واستولى على الحُكم فيها مُستَعينًا بالخلافة العبّاسيّة في عهد المستنصر بالله، خلال عهد محمد نتجَ بينه وبين أتابكة فارس صراعٌ استمر حتى سقوط الدولة وتعرض لحملتين بحريتين من أبو بكر السلغري ولكن الأمير العيوني استطاع صدَّ الحملتين، استطاع محمد هزيمة قوات أبو بكر سنة 631 هـ الموافقة لِسنة 1233 م في أثناء حملته الأولى ويرجع ذلك إلى قوة تحصينات جزيرة أوال، وذلك لم يوقف عزم أبو بكر السلغري على سيطرتهم فإنه سارعَ في تجهيز حملته الثانية على الجزيرة والتي نُفِّذَت سنة 633 هـ الموافقة لِسنة 1236 م وشارك معه عدد كبيرٌ من العرب ولكنه هُزم مجددًا أمام القوات العيونية والتي دافعت دفاعًا مستميتًا عن جزيرة أوال تحت قيادة الأمير محمد بن محمد العيوني، إلا أنَّ هذا الدفاع القوي لم يستمر طويلًا نظرًا لقلَّةِ الموارد وضعف الإمكانيات العسكريّة لذلك استطاع أبو بكر السلغري السيطرة على جزيرة أوال سنة 636 هـ الموافقة لِسنة 1238 م وقتل الأمير العيوني وصادرَ أملاكه وبذلك أنهى الحُكم العيوني في بلاد الأحساء كاملًا، بعد أن دام حُكمهم قُرابة 167 سنة.
حاول الأمير الفضل بن محمد بن مسعود العيوني إعادة إحياء الدولة العيونية في الأحساء سنة 645 هـ الموافقة لِسنة 1247 م حيث استغلَ الفضل انشغال العصفوريون في استعادة مدينة القطيف من أتابكة فارس واستعانَ بأمير منطقة عسير حسان بن سُلَيمان الأُمَوي، وقد دعمَ الأمير حسان الفضل بقوات من قبائل عسير وقحطان ويام وبني خالد وصاحَبَهُ في هذه الحملة حتى مدينة الأحساء، وبفضل القوات الكثيرة المُصاحبة للأميرين حسان والفضل وغياب العصفوريين عن مدينة الأحساء استطاع الفضل استعادة مُلكه في الأحساء وأمضى فيها سنتين وساعده الأمير حسان في إدارة شؤونها وترك له حامية وترك بعض القبائل المتألفة من جيشه في الأحساء وعاد الأمير حسان لمنطقة عسير، إلا أنَّ هذه المُساعدات لم تساعد في حل مشاكل الأمير الفضل فإنَّ الأمير الفضل واجهَ مشاكل اقتصادية؛ خاصةً وأنَّ جميع ممتلكات أسرته من مزارع وأملاك أصبحت مِلكَ بنو عُقيل والذين معلنين ولائهم للعصفوريين وكذلك واجهته مشكلة مع سُكان الأحسائيين الذي عارضوا حُكمه وناصروا بني عُقيل ضده، وبسبب هذه العوامل لم يمضي حُكم الفضل طويلًا حتى وصلت القوات العصفورية إلى الأحساء وأطاحت بحُكمه وقتلته سنة 647 هـ الموافقة لِسنة 1249 م وعادت الأحساء إلى نفوذ العصفوريين مُجددًا.

## التنظيم الإداري

### نظام الحُكم

#### في عهد عبد الله بن علي العيوني (469 – 520 هـ)
شرع عبد الله بن علي العيوني إلى تأسيس نظام حُكم قائم لدولته وبدأ في التنظيم الدَّاخلي حيث عَيَّنَ أُمراءً من أبناءه وأسرته على مناطق مُعَيَّنة في البلاد، عَيَّن ابنه الفضل أميرًا على القطيف وعَيَّن ابنه علي أميرًا على أوال واتَّخذ الأحساء مقرًا لحُكمه، غيَّر عبد الله العيوني أمير القطيف بعد مقتل ابنه الفضل سنة 484 هـ الموافقة لِسنة 1090 م وعيَّن مكانه حفيده محمد بن الفضل أميرًا على القطيف وأوال، أنشأ عبد الله العيوني حُكم دولته أشبه ما يُعرف اليوم بالسلطة المركزية ويتضح من ذلك أن الأُمراء العيونيون في التقسيم الإداري لم يكن لهم سُلطة مستقلة وكانوا يرجعون دائمًا إلى عبد الله العيوني في الأحساء لتنفيذ الأوامر، إضافةً أن الحُكم العُيوني حَمل طابعًا وراثيًا وجعل عبد الله العيوني حُكم الدولة بين الأسرة العيونية دون غيرهم ويتوارثها الأبناء واستمرت الأسرة العيونية على نهج المؤسس عبد الله العيوني حتى سقوطها.

#### في عهد محمد بن الفضل العيوني (520 – 538 هـ)
عندما تولى أبو سنان محمد بن الفضل العيوني حُكم الدولة نقلَ مركزها من الأحساء إلى القطيف حيث كان أميرًا عليها في عهد جده عبد الله العيوني، ولعلى الأسباب التي جعلت محمد بن الفضل يتَّخذ هذه الخطوة هي اعتياده لمنطقة القطيف الذي كان أميرًا سابقًا قبل تولي حُكم الدولة، وقد يكون سبب نقله للقطيف هو الابتعاد عن أعمامه في الأحساء خشيةً من اغتياله ذلك بأن عميه الحسن وعلي خشيا أن يستقر حُكم الدولة على ذرية أخيهم الفضل ما جعلهما غير متقبلين لحُكم ابن أخيهم محمد، لذلك غيَّر محمد بن الفضل الأمراء المسؤولين في المناطق الإدارية وعيَّن أخوه غرير بن الفضل أميرًا على أوال وعيَّن ابن عمه شكر بن علي أميرًا على الأحساء، استمرت الإدارة على هذا النحو حتى مقتل محمد ضد أعمامه الحسن وعلي في الأحساء والذان أسقطا أنظمة الحُكم لتنقسم الدولة العيونية لفترةٍ من الزَّمن دون نظام حُكم مُوحَّد بين الدول العيونية المنقسمة حتى عهد محمد بن أحمد العيوني الذي استطاع تضبيط أمور الدولة إلى ما كانت عليها في عهد مؤسسها.

#### في عهد محمد بن أحمد العيوني (599 – 605 هـ)
استطاع الأمير محمد بن أحمد العيوني استرداد هيبة الدولة كما كانت سابقًا وأعاد أنظمة الحُكم السابقة في كيان الدولة، وعلى ما يبدو أن الأمير محمد لم يُوَلِّي أحدًا على مناطق معينة وإنما تولى بنفسه شؤون بلاد البحرين كاملةً واتَّخذ وزيرًا له لمساعدته في إدارة البلاد الذي يُسمى الحاج علي بن فارس الكازروني.

### الدواوين
وفَّرت الدولة العيونية عددًا لا بأس به من الدواوين لتسيير أمور الدولة ولكن لم يصلنا كيفية عمل بعضها، مثل ديوان بيت المال الذي لا يُعرف طريقة عمله في العهد العيوني، وُجِدَ ديوان للإقطاع الذي يُشرف الإقطاعات التي تُمنح للأمراء العيونيين وغيرهم، وأنشأ العيونيُّون ديوانًا للجُند الذي يُشرف على تنظيمات الجيش العيوني وصرف رواتبهم وقد أشرف على هذه الدواوين الأمير الحسن بن غرير بن ضبار العيوني حتى وفاته ولا تذكر المراجع عن مشرفين آخرين غيره وربما تولى آخرون غيره إدارة كل ديوان على حدة.

## العلاقات الخارجيَّة

### مع الخلافة العبَّاسيَّة

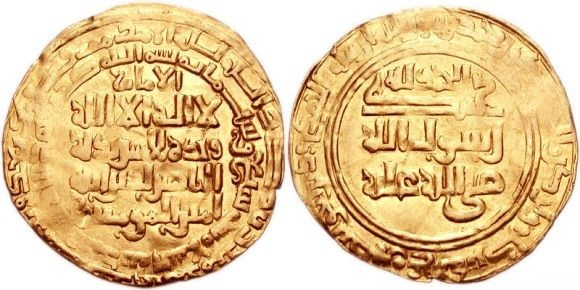
دينار عبَّاسي يرجع لعهد الخليفة العباسي الناصر لدين الله (575 - 622 هـ / 1180 - 1225 م)، ضرب بمدينة السلام سنة 607 هـ.

اقتصرت العلاقات الخارجية للدولة العيونية مع الدولة المُجاورة لها فقط ومن أبرزها الخلافة العباسية، اتسعت العلاقة بين الطرفين كثيرًا واختلفت كثيرًا بين التأييد والمعارضة، وبدأت العلاقة بين الطرفين بداية حسنة نظرًا لامتلاك الطرفين عدوٌ مشترك في منطقة البحرين وهم القرامطة وعندما طلب عبد الله بن علي العيوني المساعدة العسكرية والاقتصادية على آخر حصون القرامطة في مدينة الأحساء من الخلافة العبَّاسية وافقت على طلبه بإرسالها حملة سلجوقية مُقابل إعلان ولاءه للخلافة العباسية فا وافق عبد الله العيوني على شروطهم، ولكن سُرعان ما ساءت العلاقة بين الطرفين وخصوصًا مع السلاجقة الذين كانوا يمثلون أوامر الخلافة فإنهم أرادوا ضم منطقة البحرين إلى مناطق نفوذهم إلى جانب حُكم عبد الله العيوني لها، ولكن العيوني أراد حُكم المنطقة لنفسه وأسرته باستقلالية وخشي أن يتطوَّر النفوذ العباسي-السلجوقي بحيث لا يصبح للأسرة العيونية معهم قول أو فعل في حُكم منطقة البحرين، لذلك بعد ما تخلص من الجنود السلاجقة أعلن العصيان ضد الخلافة العباسية والدولة السلجوقية لتبدأ مرحلة العداوة بين الخلافة العباسية والدولة العيونية استمرَّت لسنين طويلة نتج منها مُحاولاتٌ من الخلافة العباسية عبر إرسال جنود السلاجقة إلى منطقة البحرين لإسقاط الدولة العيونية لكن جميع محاولاتها باءت بالفشل، بدأت العلاقات بين الطرفين تتحسن في عهد الأمير محمد بن أحمد العيوني ويرجع هذا لقضاءه على المفسدين وقُطَّاع الطرق في جنوب العراق وأكرمه الخليفة العبَّاسي الناصر لدين الله بمبالغ مالية وأمتعة وحبوب كل سنة من ديوان الخلافة ولهذا أعلن محمد العيوني تبعيته للخلافة العبَّاسية، وبعد وفاة محمد العيوني وساعد الخليفة العباسي ابنه الفضل بن محمد العيوني في الوصول للحُكم في القطيف عبر الدعم العسكري والاقتصادي له واستمرت العلاقة الحسنة بين الطرفين حتى عهد آخر أُمراء العيونيين الأمير محمد بن محمد العيوني، في عهده ساءت علاقته مع الخلافة العباسية وذلك بسبب تغيُّر التوجه السياسي للخليفة العبَّاسي في الصراع القائم بين العيونيُّون وأتابكة فارس السلغوريون على جزيرة أوال وقد مَالَ الخليفة العبَّاسي إلى السلغوريين عوضًا عن العيونيين بسبب حصوله على عوائد جزيرة قيس من قبل السلغوريين، في الجانب الاقتصادي استفادت الخلافة العبَّاسية كثيرًا من الأُمراء العيونيُّون في تأمين طرق الحج والتجارة في شبه الجزيرة العربية وهذا ما أعطى للعلاقة الاقتصادية بين الطرفين طابعًا إيجابيًا وجعلتها من أساسيات علاقة الطرفين خصوصًا في عهد الانتعاش للدولة العيونية، ويدل على ذلك فرض الخليفة الناصر لدين الله المرسوم السنوي يُصرف للأمير محمد بن أحمد العيوني تقديرًا لأعماله.

### مع الخلافة الفاطميَّة

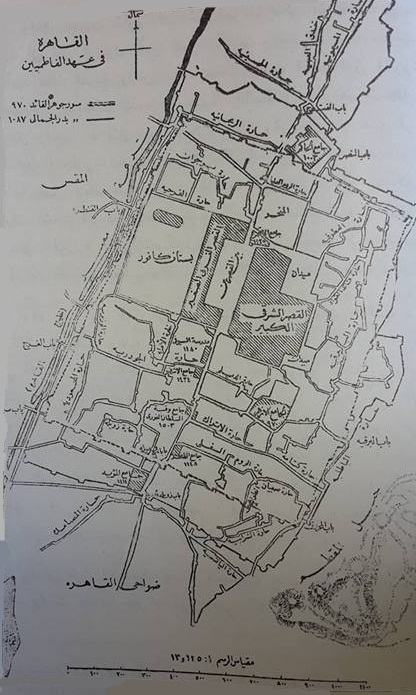
مخطط القاهرة في العصر الفاطمي.

لا تذكر المصادر شيئًا كثيرًا عن العلاقات العيونية الفاطمية واكتفت بذكرها فقط في عهد عبد الله بن علي العيوني، ظهرت العلاقات العيونية الفاطمية في فترة تأسيس الدولة العيونية ولم تستمر تلك العلاقات طويلًا نظرًا للمشاكل الداخلية في الدولة الفاطمية وانشغال خُلفاءها في حلها، وظاهر هذه العلاقة أنها كانت علاقة حسنة فإنها بدأت في عهد عبد الله بن علي العيوني ووَرَدَ اسمه في رسائل الخليفة الفاطمي المستنصر بالله بمسمى: «عبد الله بن علي العلوي» والباحثين على توافق بأن عبد الله بن علي العلوي المذكور في رسائل المستنصر هو عبد الله بن علي العيوني، يظهر في رسالة الخليفة المستنصر بالله أنه يثني على الأمير عبد الله العيوني لقضائه على الحركة القِرمِطية في الأحساء وحمله للدعوة العلوية التي كان ينتهجها الخُلفاء الفاطميُّون،

### مع جزيرة قيس

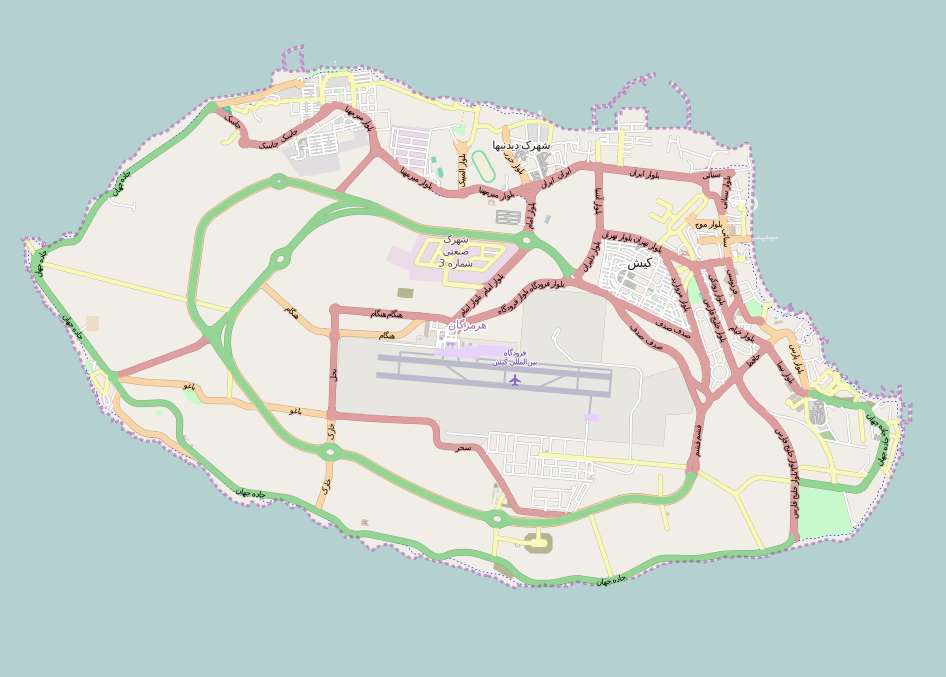
خريطة جُغرافية لجزيرة قيس.

كان لحُكام جزيرة قيس أسطولًا بحريًا قويًا واستطاعوا بهذا الأسطول إضافةً إلى اقتصادها العالي من السيطرة على مُعظم جُزر الخليج العربي، في الجانب الآخر من الخليج العربي كانت جزيرة أوال تابعةً للدولة العيونية التي سُرعان ما أصبحت من أهم مراكز التجارة في الخليج العربي ويرجع ذلك إلى التنظيم الإداري من قبل الأسرة العيونية لها وعلى ما يبدو أن العلاقة بين حكام جزيرة قيس والحكام العيونيُّون كانت هادئة ولم تتطوَّر كثيرًا في فترة الاستقرار، ولكن في فترة الانحدار بدأ حكام قيس يتدخلون في شؤون الدولة العيونية مستغلين تفكُّك الأسرة العيونية لتبدأ سلسلةٌ من المعارك بين الطرفين استمرت حتى سقوط الدولة العيونية وكانت جميع المعارك بينهم واقعة في جزيرة أوال نظرًا لأهميتها التجارية.
بدأت أول حملة لحكام قيس سنة 549 هـ الموافقة لِسنة 1154 م في عهد الحسن بن عبد الله العيوني وتعارك الطرفان في موقعٍ قريب من جزيرة أوال وهي جزيرة سترة وباءت بالفشل، وفي نفس السنة أرسل حاكم قيس باكرزاز بن سعد حملته الثانية سنة 13 جُمادى الأولى 549 هـ الموافقة لِسنة 25 يوليو 1154 م بعد وصوله خبر وفاة الأمير الحسن بن عبد الله العيوني واستطاعت قوات حاكم قيس نزول أوال ونهبها ومصادرة أملاك تُجَّارها وانسحبت سريعًا قبل وصول الجيش العيوني بقيادة قوَّام الدين غرير بن منصور العيوني.

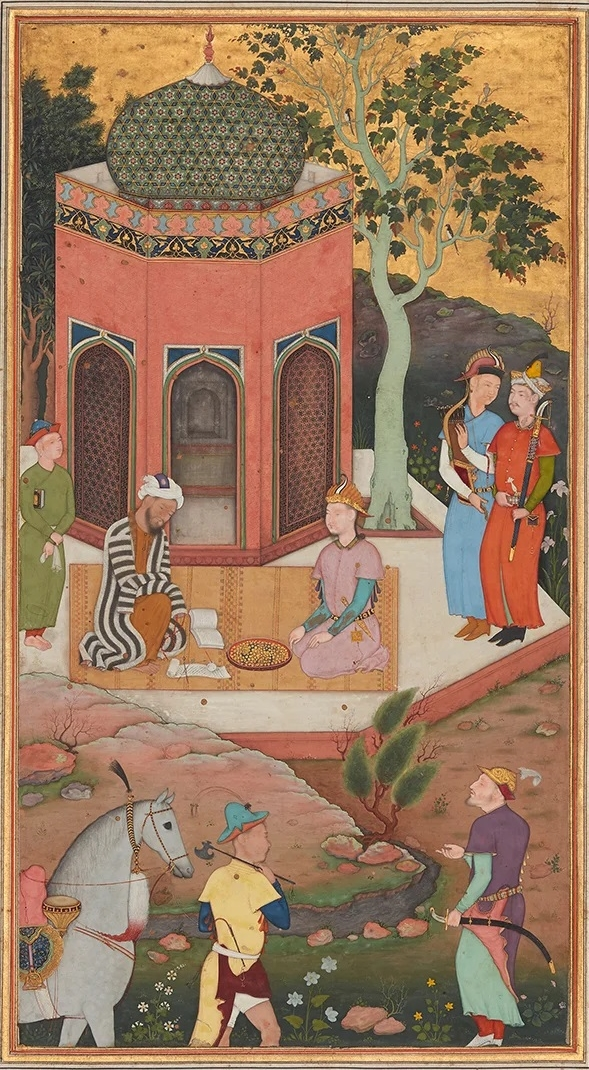
منمنمة هندية-مغولية تُصوِّرُ الأتابك أبو بكر السلغري (جالسًا على اليمين) والشاعر سعدي الشيرازي (جالسًا على اليسار).

أرسل الملك باكرزاز بن سعد حملةً ثالثةً في عهد الأمير شكر بن الحسن العيوني ولكنها باءت بالفشل، وأرسل حملةً رابعةً سنة 575 هـ الموافقة لِسنة 1179 م في عهد علي بن الحسن العيوني بقيادة أخيه نامسار وأرسل الأمير علي العيوني أخوه الزير ضد قوات قيس وهُزِمت القوات القيسية وأُسِرَ قائدهم نامسار، أرسل حاكم قيس شاه بن بكرزاز حملةً خامسةً سنة 580 هـ الموافقة لِسنة 1184 م استجابةً لطلب الأمير شكر بن منصور العيوني في مساعدته ضد الأمير الحسن بن شكر العيوني واستطاع الملك القيسي في هذه الحملة زيادة نفوذه على حساب الأمير شكر إضافةً إلى أخذه العوائد المالية مُقابل المساعدة. في سنة 606 هـ الموافقة لِسنة 1209 م وقَّع الأمير الفضل بن محمد العيوني مع حاكم قيس اتفاقية ليوقف تلك الحملات العسكرية الموجه ضد أوال وكان من أهم بنودها إعطاء ثلات وهم أكل، الجارم، الطيور (الربض)، وإعطاء حاكم قيس 500 دينار سنويًا وبعض البساتين في القطيف، ساعدت هذه الاتفاقية كثيرًا في تقوية نفوذ حاكم قيس في جزيرة أوال وبالتالي أضعفت الدولة العيونية كثيرًا حتى أصبح اقتصادها مُقيَّدًا في الجزيرة على يد القيسيين، استمرت هذه الاتفاقية قيد التنفيذ حتى عهد محمد بن مسعود العيوني الذي لم يعد يعمل عليها وعلى ما يبدو أن حاكم قيس لم يستطع الرد على هذا الفعل لإشنغاله مع منافسيه في الخليج العربي وهما هُرمُز والأتابك السلغري وتشتت العلاقات بين هذه الأطراف وبسبب تبعية حاكم هُرمُز لأبي بكر السلغري فإنَّ أتابكة فارس السلغوريون دعموا حاكم هُرمُز ضد حاكم قيس واستطاع حاكم هُرمُز من دعمهم الاستيلاء على جزيرة قيس يوم الثلاثاء سنة 12 جُمادى الأولى 626 هـ الموافقة لِسنة 7 أبريل 1229 م، بعد حل الصراع بين قيس وهُرمُز ورث حاكم هُرمُز تلك الاتفاقية التي وُقِّعَت بين القيسيين والعيونيين وأصبح هو الحاصل على بنود الاتفاقية.

### مع أتابكة فارس السلغوريون
شارك أتابكة فارس السلغوريون في الصراع القائم بين هُرمُز وقيس على ممتلكات جزر الخليج العربي إلى جانب هُرمُز، وبعد انتصارهم ضد حكام قيس أصبحت هُرمُز تابعة للأتابكة السلغوريين، بعد وفاة أتابك سعد بن زنكي السلغري تولى ابنه أبو بكر بن سعد السلغري حُكم أتابكة فارس والذي كان يحمل طموحًا وطمعًا عاليًا على توسيع ممتلكاته في الخليج العربي لذلك شنَّ حملة ضد هُرمُز لضمها ضمن نفوذ المقاطعة واستطاع السيطرة عليها وامتلاك جميع ممتلكات قيس وهُرمُز ليصبح أبو بكر السلغري القوة الرئيسية الأولى في الخليج العربي، بدأت العلاقات السلغرية العيونية بعد تلك الحملات العسكرية وذلك بإن أبو بكر السلغري ورثَ العوائد المالية التي كانت تُمنح لهُرمُز بعد استيلاءه عليها، وعلى ما يبدو أن أطماع أبو بكر السلغري في التوسع جعلته يفكر في ضم جزيرة أوال إلى حُكمه ولم يكتفي بالعوائد المالية وحانت فرصته عندما رفض الأمير محمد بن محمد العيوني دفع هذه العوائد، ولهذا السبب جهَّز أبو بكر السلغري حملته العسكرية ضد الدولة العيونية في جزيرة أوال سنة 631 هـ الموافقة لِسنة 1233 م لكنها باءت بالفشل، تُمَّ أتبعها بحملةٍ أخرى سنة 633 هـ الموافقة لِسنة 1236 م وفشلت هي الأخرى، ولكن أتبعها بحملةٍ أخرى سنة 636 هـ الموافقة لِسنة 1238 م ونجحت هذه الحملة واستولى على جزيرة أوال التي كانت آخر مناطق نفوذ الدولة العيونية لتكون هذه الحملة هي نهاية الدولة العيونية ومن سير الأحداث يتبين أن العلاقة بين القوتين اتَّصفت بالعداء من أجل المصالح المادية والطموح التوسعية لأتابكة فارس.

## المظاهر الحضاريَّة

### الدِّين

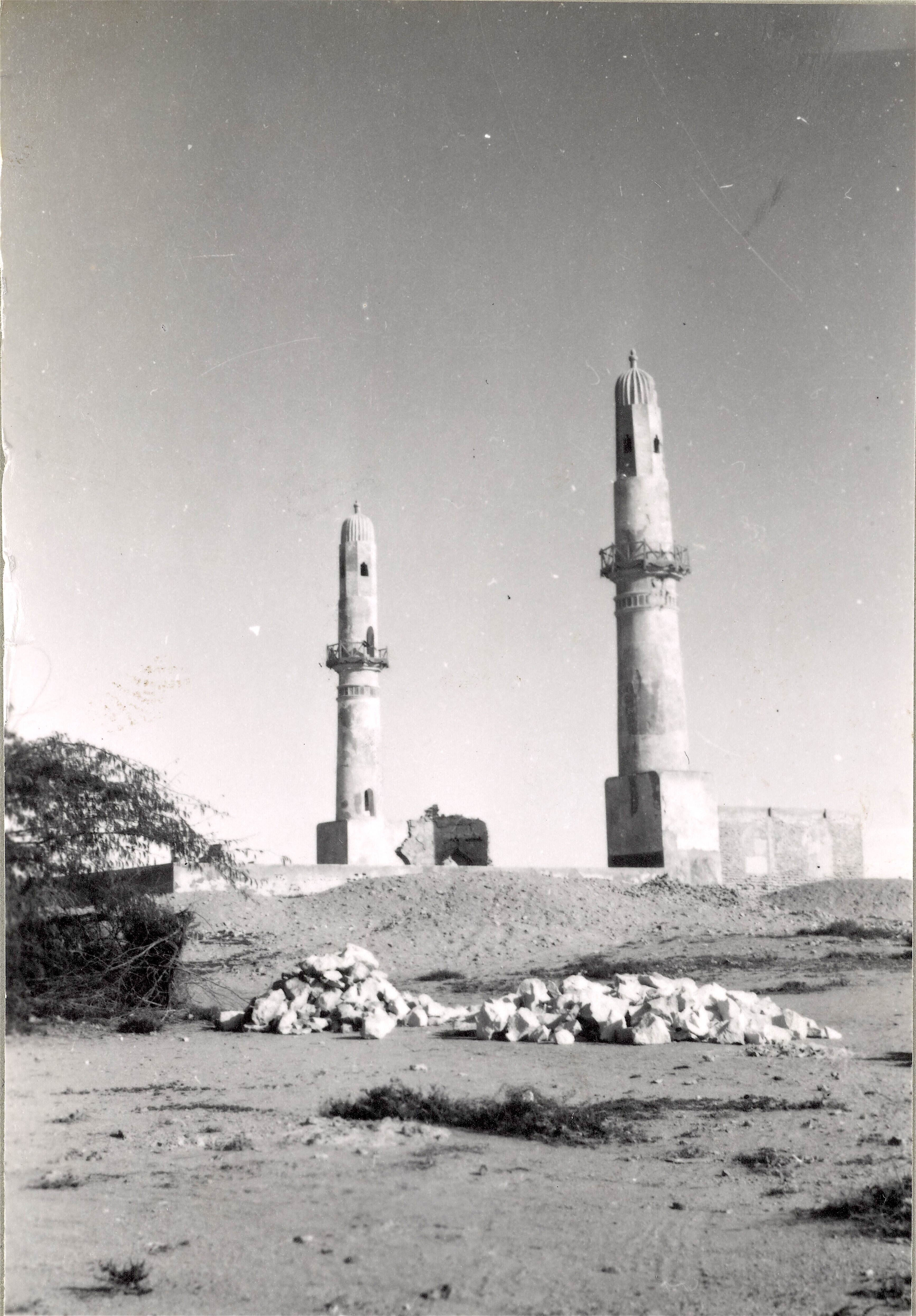
مسجد الخميس في المنامة سنة 1956 م، تنص بعض المراجع أنه بُنِيَ في عهد محمد بن الفضل العيوني.

كان مذهب العيونيين محلَّ خلافٍ بين الباحثين على مر العصور ووَرَدَ في بعض الباحثين القدماء أنَّ مذهب العيونيين هو المذهب السُّنّي نظرًا لعلاقتهم مع الخلافة العبَّاسيَّة والسَّلاجقة الذين كانوا متعصبين لمذهبهم السُّني، وكان هذا المتعارف عليه بين الباحثين حتى ظهرت النُّقود العيونية تحت دراسة نايف الشرعان سنة 1423 هـ الموافقة لِسنة 2002 م والذي استطاع الكشف عن مذهب العيونيين الذين كانوا يعتنقون المذهب الشِّيعي على عكس ما كان وارد في السابق وذلك لوجود شعارات التَّشيع في النقود: «علي ولي الله»، كذلك أظهرت المراجع الحديثة تشيع العيونيين منذ بداية تأسيسهم وذلك يتضح من علاقة عبد الله بن علي العيوني مع الخلافة الفاطميَّة الشيعية التي زدادت مع الوقت على عكس علاقته مع الخلافة العبّاسيّة السّنّيّة التي ساءت الأمور بينهم حتى وصل الأمر لمحاولة الخليفة العباسي بالإطاحة للحكم العيوني مستعينًا بالسلاجقة، في حين يرى الباحث عبد الرحمٰن المديرس أن هذه العلاقة الودِّية كانت لمصالح مُتبادلة بين الطرفين دون اعتناق عبد الله العيوني مذهب الفاطميين من خلال رسالة بعثها الخليفة الفاطمي المستنصر بالله إلى ملك اليمن علي بن محمد الصليحي ما جعله ينكر تشيعه ويؤكد على تسننه وأيضًا من خلال دعم الخلافة العبَّاسية ضد القرامطة الشيعة.
اعترض الباحث محمد محمود خليل على رأي عبد الرحمٰن المديرس فإنَّه يرى أن عبد الله العيوني والعبَّاسيين كانت لهم أهداف مشتركة اتجاه الحركة القِرمِطية في بلاد البحرين وأن التعاون بينهما ضد القرامطة لا يشير إلى اعتناق العيوني لمذهب أهل السنة والجماعة ورأى أن استعانة العيوني بالعباسيين عوضًا عن الفاطميين كانت لضعف حالة الفاطميين وانكماشها العسكري نتيجة الثورات الداخلية في بلاد المغرب والشام، إلا أنَّ الدعوة الإسماعيلية كانت في أقوى فتراتها ومع ازدياد قوة عبد الله العيوني ونفوذه في بلاد البحرين وعدم وجود قوَّةٍ مُنافسةٍ له فإنَّ الباحث محمد محمود خليل يرى مع هذه العوامل أن عبد الله العيوني لم يوالِ الفاطميين من أجل المكاسب المادية وإنما اعتنق المذهب الشيعي ودعوتهم من خلال الرسالة الذي استشهد بها الباحث المديرس حيث في نص الرسالة يوصف الخليفة الفاطمي عبد الله العيوني بالعلوي ويثني عليه في قوله: «الأمير مستخلص الدولة العلوية وعدتها عبد الله بن علي العلوي» ولتلك الأسباب يقرُّ الباحث محمد محمود خليل على تشيُّع عبد الله العيوني وأسرته.
وتجدد الخلاف في تشيع وتسنن الأسرة العيونية من خلال دراسة سيرة الشاعر ابن المقرَّب العيوني، ويستشهد المؤيديين لتسننه بأبيات منه يثني فيها على عُلماء أهل السنة والجماعة من العِراق خصوصًا الشافعية والحنابلة وثناءه على الأمير باتكين الرومي لإحياءه سُنَن مالك وأبي حنيفة والشافعي، في حين يستشهد المؤيديين لتشيعه بقصيدة يرثي فيها الْحُسَيْن بن عليّ:
إلا أنَّ الباحثان المناعي والمديرس انكروا نسبة القصيدة لابن المقرَّب باعتبارها نسخة خطية منفصلة عن باقي نُسخ ديوان ابن المقرب والقصيدة الوحيدة التي ترمز للتشيع رغم كثرة القصائد، كذلك اختلف المؤيِّدون لتشيعه في مذهبه الفقهي فإن البعض اعتبره إسماعيلي الفقه نظرًا لتأييد الخليفة الفاطمي لجده عبد الله العيوني والآخر يعتبره زيدي الفقه من خلال تحليل بعض الأبيات في ديوانه، ويكاد يجمع الباحثين على تشيع الأسرة العيونية نظرًا لنصوص النقود العيونية التي تحمل شعارات التشيع، ولكن لا زال بعض الباحثين يميلون لتسنن الأسرة العيونية نظرًا لإسهاماتهم في نشر المذهب المالكي في المنطقة، فإن جميع هذه العوامل أدت إلى استمرار الباحثين في خلافهم حول مذهب الدولة العيونية.
اهتم العيونيُّون في بناء وترميم المساجد ويشير ذلك إلى وجود نقوش في بعض المساجد التي تحمل أسماء بعض الأُمراء العيونيين وتاريخ بناءها، من ضمن هذه المساجد مسجد الخميس في أوال وبحسب نقوش المسجد فإنَّ المسجد بُنِيَ في سنة 518 هـ الموافقة لِسنة 1124 م وتحمل اسم الأمير محمد بن الفضل العيوني؛ ومن هذه النقوش استنتج المؤرِّخ عبد الخالق الجنبي اعتناق الأسرة العيونية للمذهب اثني عشري لذِكر أسماء الأئمة الاثنا عشر في نقوش منارة المسجد، وتأتي أهمية المساجد في بعض الأحداث التاريخية مثل مسجد سبسب الواقع في قرية دار كليب حيث ورد ذِكره في ديوان ابن المقرَّب في حادثة مقتل الأمير علي بن الحسن العيوني سنة 575 هـ الموافقة لِسنة 1179 م وأعتادت الأسرة العيونية الصلاة فيه لقُربِه من أملاكهم وبساتينهم، وساهم العيونيُّون في ترميم المساجد ومن ضمنها مسجد جمالة أو الرفيع في بلاد القديم ويثبت هذا وجود نقش في فترات ترميم المسجد يرجع للقرن الثاني عشر الميلادي الذي يوافق فترة حُكم العيونيين للمنطقة.

### العُلُوم والآداب

رسمة تخيُّلية لعلي بن المُقرَّب العيوني وهو يملي قصائده بخط أحمد المغلوث، أصبحت قصائده فيما بعد مصدرًا رئيسيًا لتاريخ الدولة العيونية.

اقتصرت الحركة العلمية في البلاد العيونية على الأدباء والشُّعراء وعلماء الدين التي أظهرت فعاليتها فقد أنجبت الحركة العلمية عددًا من الأدباء والشعراء غير ابن المقرَّب وذلك من تشجيع الأمراء العيونيين لهم وهذا ما يتضح من مديح شعراء العراق واليمامة على الأُمراء العيونيين، من هؤلاء الشُّعراء أبو الحسن العبدي البصري الذي التقى مع الأمير قوَّام الدين غرير بن منصور العيوني واشتهر بذمِّهِ لجزيرة تاروت تحت حُكم العيونيين في إحدى أبياته، كذلك أنجبت الدولة الأديب أبو عبد الله موفق الدين البحراني الذي ساهم في مختلف المجالات العِلمية وكان لأبياته الشعرية مدحًا لبعض الحكام مثل صلاح الدين الأيوبي، وعلى الرغم من أن هذه الشخصية عاشت في بلاد الأحساء إلا أنه لا يُذكَر للشَّاعر علاقةٌ مع أحد الأُمراء العيونيين، أيضًا أنجبت الدولة في القطيف الشاعر أبو إسحاق إبراهيم السكوني وتعلم الشعر من أبو الحسن العبدي البصري عندما ألتقى به في القطيف سنة 557 هـ الموافقة لِسنة 1161 م واشتهرت أبياته بالمديح للأُمراء العيونيين، كان لهؤلاء أثرٌ واضحٌ في إثراء الحركة الفِكرية في بلاد الأحساء خلال العهد العيوني.
وأشهر أُدباء هذه الدولة إثراءً هو علي بن المقرب العيوني الشهير بابن المقرب الذي أثرى عصره من ديوانه الشِّعري وبلغ أهميته في مجال الشِّعر والتاريخ، ويُعتبر ديوان ابن المقرب المصدر الرئيسي لتلك الحقبة التاريخية في شرق شبه الجزيرة العربية عمومًا وتاريخ الدولة العيونية خصوصًا وأثرى فيها من حوادث وقعت آنذاك ونزاعات الأسرة العيونية على السُّلطة وأسماء المُدن في زمانه، وفي فترة استقرار الدولة العيونية للمنطقة تَعزَّزت الجوانب الثَّقافية والدِّينية للدولة فبدأت تظهر المدارس العلمية في الدولة العيونية التي تُدرِّسُ العُلُوم الشَّرعية والعقليَّة، وبحسب مقالة الكاتب حسين محمد حسين فإنَّ أول مدرسة فقهية في أوال كانت مدرسة ناصر الدين راشد بن إبراهيم البحراني التي تقع في جزيرة النبيه صالح وكان يُدرِّس فيها حتى وفاته سنة 605 هـ الموافقة لِسنة 1208 م الذي يوافق تاريخ فترة حُكم العيونيين، واستمر تلميذه ابن سعادة أحمد بن علي البحراني على نهجه وبنى مدرسة فقهية في جزيرة سترة ويميل الكاتب إلى وجود مدارس فقهية سابقة قُرب مسجد الخميس في عهد العيونيين.

### الاقتصاد

رسم توضيحي لدرهم من الدولة العيونية ضرب سنة 544 هـ الموافقة لِسنة 1148 م، يحمل اسم الحسن بن عبد الله العيوني ولقبه «جمال الدنيا والدين»، ويحمل الشَّهادتان والشهادة الثّالثة الشِّيعيّة.

اعتمد الاقتصاد العيوني اعتمادًا واضحًا على التِّجارة والزِّراعة لطبيعة المنطقة المحيطة التي كانت مركزًا تجاريًا للقوافلِ التِّجارية البرية الآتية من جنوب شبه الجزيرة العربية إلى الشَّام والعِراق كذلك مركزًا للقوافل البحرية الآتية من الهند وإفريقيا، حظيت المنطقة بعلاقاتٍ تجاريةٍ واسعة مع الهند وسواحل إفريقيا في الصُّومال فكانت الصَّادرات العيونية تنتج اللُّؤلؤ والسِّمَاك والتُّمور والأثاث والتوابل والعُطور وبعض المعادن كالزُّمرد والحديد والأواني النُّحاسية وتُباع هذه المُنتجات لهم وفي المناطق المجاورة في العراق والشام وأحيانًا تُباع في مِصر، ثُمَّ يأتي النَّشاط الزِّراعي الذي اشتهر بزراعة النَّخيل وكثرة أنواع التُّمور حتى قيل أن أنواعها تصل لثمانمائة نوع وإلى جانبها تُزرع العديد من الفواكه المختلفة والقطن والحنطة والشَّعير، واهتمت الأسرة العيونية كثيرًا في مسألة الزراعة عبر تطويرها وتنظيم طرق الري لها وخصوصًا في قرية كرزكان وما حولها، لم يقتصر الاقتصاد العيوني على التجارة والزراعة فقط فقد كان للصِّناعة العيونية دورٌ بارزٌ في الحياةِ الحضارية للمنطقة وخاصةً في الأمور الحياتيَّة والتِّجارة، من ضمن هذه الصناعات كانت صناعة السُّفُن والتي كانت تُستخدم في التجارة وتُبنى في جزيرتي أوال ودارين وأيضًا لم تخلوا هذه الصناعات من لوازم الحياة والمُعدَّات اللازمة للزراعة والصيد، واشتهرت مدينة القطيف في العهد العيوني بانتاجها للمعدات الحربية والتي كانت تُنتج فيها السُّيوف والرِّماح والدُّروع.
تطوَّرَ الاقتصاد العيوني حتى امتلك عملةً خاصةً به وظهر سك النُّقود العيونية في ثلاث مدنٍ أساسية وهي أرض الخط ومدينة القطيف وجزيرة أوال وكانت النقود مُخطَّطة بالخطِّ الكوفي وخطِّ النّسخ ومعظمها منقوشة بالخط الكوفي وعادةً ما يزخرف خط النسخ في عبارات التشيع، وظهرت شعارات التشيع في جميع نقود الدولة والتي كانت تحمل لقب واسم الأمير الحسن بن عبد الله العيوني ومن هذه الشعارات استنتج الباحث نايف الشرعان تشيّع الأسرة العيونية، وعلى الرُّغمِ من تبعية العيونيين للخلافة العباسية فإن نقود العيونيين لم تحمل اسم الخليفة العباسي على عكس بعض الدول التي تُدِينُ بالولاء للعباسيين. وملكوا لاحقًا ميناءً في قرية صدد ليسهُل عليهم نقل البضائع من أوال إلى القطيف وإضافةً إلى سهولة تنقل الأسرة العيونية من مقر الحكم في القطيف إلى أملاكهم في أوال.

### المُجتمع

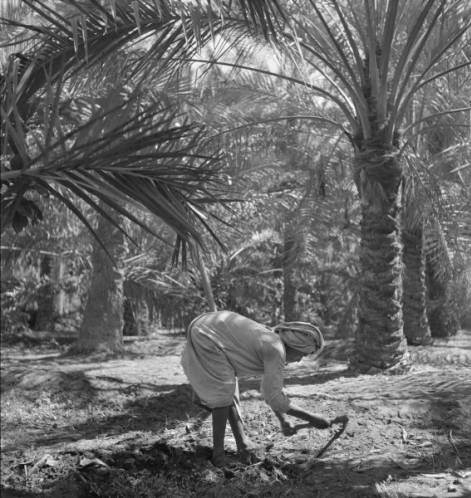
عامل يزرع النَّخيل في القطيف سنة 1947 م، نالت مهنة الزراعة في العهد العيوني أهميةً كبيرةً عند أهل البادية والحاضرة.

لا يُعرف أوضاع المُجتمع في منطقة البحرين أثناء العهد العيوني تحديدًا وعادةً ما يُعرَّف مجتمع المنطقة بصفة عامة دون فترة زمنية مُحدَّدة، يتكون سكان منطقة البحرين من البادية والحاضرة وعمل الكثير من الحاضرة في مجال الزراعة وبعضهم في مجال الصيد والغوص للبحث عن اللُّؤلؤ، ولاقت مهنة الغوص للبحث عن اللُّؤلؤ أهمية كبيرة بين سكان المنطقة حتى تولى بعض أفرادها مناصب عالية في الدولة العيونية وكانت الأسرة العيونية توفِّر احتياجات الغواصين لأهمية المهنة، وعُرِفَت قبيلة عبد القيس والأسرة العيونية بارتباطهما الكبير للبادية وبعدهم عن الحاضرة ولكن تغير هذا التوجه للأسرة العيونية بعد تأسيس دولتهم الذين بدأوا يميلون إلى التَّحضُّر عوضًا عن البادية، أما أهل البادية عملوا في مجال الرعي وعمل بعضهم في التعرض على القوافل التجارية وطرق الحج وساهمت بنو عامر كثيرًا في المهنة إلا أنهم في أواخر عهد الدولة العيونية أنشغلوا في الزراعة والتجارة، وساهمت الأسرة العيونية في إبطال العديد من البدع التي ابتدعها القرامطة في المُجتمع وكانت من ضمن بدع القرامطة إبطال الشريعة الإسلامية وهدم المساجد ونشرهم لبدعة الماشوش التي كانت تُقام في ليلة 10 مُحرَّم من كل سنة ولكن استطاع الأمراء العيونيُّون القضاء على هذه البدع ولم تعد تُقام في منطقة البحرين.

## قائمة الأُمراء العيونيين
| القائمة | القائمة                                      |
| الأمير | فترة الحكم                                   |
| --- | -------------------------------------------- |
| فترة الاستقرار (469 – 538 هـ / 1076 – 1143 م) |                                              |
| عبد الله بن علي | 469 – 520 هـ 1076 – 1126 م                   |
| محمد بن الفضل | 520 – 538 هـ 1126 – 1143 م                   |
| بعد مقتل محمد بن الفضل تمزقت الدولة إلى جزئين، جزءٌ تحت حُكم عمه علي بن عبد الله العيوني في الأحساء وجزءًا تحت حُكم أخيه غرير بن الفضل العيوني في القطيف، ونتيجةً لهذا التّمزق ضلَّت الدولة في صراعٍ داخلِيّ لفترةٍ طويلة حتى اتحدت من جديد في سنة 580 هـ. |                                              |
| الأحساء | القطيف                                       |
| فترة الانحدار (538 – 580 هـ / 1143 – 1184 م) |                                              |
| علي بن عبد الله 538 هـ – 1143 م | غرير بن الفضل 538 – 539 هـ 1143 – 1144 م     |
| شكر بن علي غير معروف – 556 هـ غير معروف – 1160 م | الحسن بن عبد الله 539 – 549 هـ 1143 – 1154 م |
| محمد بن منصور 556 – 580 هـ 1160 – 1184 م | غرير بن منصور 549 – 556 هـ 1154 – 1160 م     |
| | هجرس بن محمد 556 – 557 هـ 1160 – 1161 م      |
| | شكر بن الحسن 557 – 575 هـ 1161 – 1179 م      |
| | علي بن الحسن 575 هـ – 1179 م                 |
| | الزير بن الحسن 575 – 577 هـ 1179 – 1181 م    |
| | محمد بن أحمد 577 هـ – 1181 م                 |
| | الحسن بن شكر 577 – 580 هـ 1181 – 1184 م      |
| بعد وفاة محمد بن منصور تولى حُكم الأحساء من بعده أخوه شكر بن منصور وكان شكر يطمح إلى استعادة قوة بلاده، فأرسل أخوه عبد الله بن منصور للاستيلاء على القطيف وأوال من أبناء عمه وفعلًا قتل عبد الله ابن عمه الحسن بن شكر واستولى على القطيف وأوال، ووُحِّدت بلاد الأحساء على يد شكر حتى 605 هـ مُتخذًا الأحساء عاصمةً للبلاد.                                          |                                              |
| الأمير | فترة الحكم                                   |
| فترة الانتعاش (580 – 605 هـ / 1184 – 1208 م) |                                              |
| شكر بن منصور | 580 – 599 هـ 1184 – 1202 م                   |
| محمد بن أحمد | 599 – 605 هـ 1202 – 1208 م                   |
| بعد اغتيال محمد بن أحمد انقسمت الدولة إلى سلطتين، سُلطة في الأحساء تحت حُكم محمد بن ماجد العيوني، وسُلطة تحت حُكم غرير بن الحسن العيوني في القطيف وأوال، ونتيجةً لهذا الانقسام ضعُفت الدولة حتى سقطت سُلطة العيونيون في الأحساء على يد بنو عامر لتُنشأ الدَّولة العُصفورية في الأحساء وتلتها القطيف، ثمَّ سقوط سُلطة العيونيون في أوال على يد الأتابك السلغري سنة 636 هـ. |                                              |
| الأحساء | القطيف وأوال                                 |
| فترة السقوط (605 – 636 هـ / 1208 – 1238 م) |                                              |
| محمد بن ماجد 605 – 615 هـ 1208 – 1218 م | غرير بن الحسن 605 – 606 هـ 1208 – 1209 م     |
| مسعود بن محمد 615 هـ – غير معروف 1218م – غير معروف | الفضل بن محمد 606 – 616 هـ 1209 – 1219 م     |
| علي بن ماجد غير معروف – غير معروف | مقدم بن ماجد 616 – 620 هـ 1219 – 1223 م      |
| | محمد بن مسعود 623 – 626 هـ 1226 – 1229 م     |
| القطيف | أوال                                         |
| منصور بن علي 626 – 627 هـ 1229 – 1230 م | منصور بن علي 627 – 630 هـ 1230 – 1233 م      |
| محمد بن محمد 627 – 630 هـ 1230 – 1233 م | محمد بن محمد 630 – 636 هـ 1233 – 1238 م      |
| سقوطُ الدَّولة العُيونية سنة 636 هـ = 1238 م. |                                              |

## انظُر أيضًا
الأقاليمُ التّاريخيّة
- تاريخ الأحساء
- تاريخ البَحرَين

الدُّوَلُ التّاريخيّة
- الدَّولَةُ القِرمِطيَّة
- الدَّولَةُ العبَّاسيَّة
- الدَّولَةُ السَّلْجوقيَّة
- الدَّولَةُ العُصفُوريَّة

القبائلُ التّاريخيّة
- بنو عامر
- بنو عبد القيس

## الهوامش
1. ↑  يُشار تسمية بلاد العيونيين إلى مصطلح «الدولة العيونية» في أغلب المراجع الموثوقة.
2. ↑  أُطلِقت على بلاد العيونيين أسماءً عديدةً في المصادر ووِصفت بمملكة وسلطنة، ولكن يرى الباحث عبد الرحمٰن الملا أن تسمية الإمارة العيونية هي أفضل تسمية للدولة بحكم النطاق الجُغرافي المحدود للعيونيين وقال في بحثه: «أرى أن وسم هذه الدولة بالإمارة هو الإختيار الأفضل لمحدودية النطاق الجُغرافي الذي تشغله سلطتها».[1]
3. ↑  نسبةً إلى بني عيذ بن مر بن الحارث.[2]
4. ↑  نسبةً إلى عبد القيس.[2]
5. ↑  يعود تأسيس وتسمية العصفوريين نسبةً إلى هذا الأمير.[77]
6. ↑  حُدِّد التاريخ الميلادي باستخدام مُحوِّل التاريخ في موقع «نداء الإيمان».
7. ↑  حُدِّد التاريخ الميلادي باستخدام مُحوِّل التاريخ في موقع «نداء الإيمان».

### فِهرِس المراجع
منشورات
عربية
1. ↑  الملا (2014)، ص. 163-164.
2. 1 2  خليل (2006)، ص. 85.
3. 1 2  خليل (2006)، ص. 85-86.
4. ↑  الملا (2014)، ص. 28.
5. ↑  الشرعان (2002)، ص. 41.
6. ↑  خليل (2006)، ص. 87.
7. ↑  المديرس (2002)، ص. 71.
8. ↑  الملا (2014)، ص. 136.
9. ↑  خليل (2006)، ص. 79.
10. ↑  الشرعان (2002)، ص. 42.
11. ↑  المديرس (2002)، ص. 85-86.
12. ↑  1. خليل (2006)، ص. 89-90.
2. الملا (2014)، ص. 151.
13. ↑  الشرعان (2002)، ص. 48.
14. ↑  خليل (2006)، ص. 94.
15. ↑  الملا (2014)، ص. 153.
16. ↑  المديرس (2002)، ص. 89.
17. ↑  خليل (2006)، ص. 101.
18. ↑  المديرس (2002)، ص. 91.
19. ↑  الشرعان (2002)، ص. 51.
20. ↑  1. المديرس (2002)، ص. 94-95.
2. الملا (2014)، ص. 158.
21. ↑  خليل (2006)، ص. 112.
22. ↑  الشرعان (2002)، ص. 52.
23. ↑  خليل (2006)، ص. 128-129.
24. ↑  المديرس (2002)، ص. 98.
25. ↑  الشرعان (2002)، ص. 53-54.
26. 1 2  المديرس (2002)، ص. 106.
27. ↑  خليل (2006)، ص. 137.
28. ↑  خليل (2006)، ص. 138.
29. 1 2  خليل (2006)، ص. 146.
30. ↑  1. خليل (2006)، ص. 147-148.
2. الملا (2014)، ص. 50.
31. ↑  المديرس (2002)، ص. 107.
32. ↑  المديرس (2002)، ص. 108.
33. 1 2  الملا (2014)، ص. 169.
34. ↑  خليل (2006)، ص. 152.
35. ↑  الشرعان (2002)، ص. 55.
36. ↑  خليل (2006)، ص. 154.
37. ↑  الملا (2014)، ص. 170.
38. ↑  الملا (2014)، ص. 173.
39. ↑  المديرس (2002)، ص. 110.
40. ↑  الملا (2014)، ص. 174.
41. ↑  الشرعان (2002)، ص. 60.
42. ↑  خليل (2006)، ص. 163.
43. ↑  المديرس (2002)، ص. 115.
44. ↑  خليل (2006)، ص. 172.
45. ↑  المديرس (2002)، ص. 116.
46. ↑  خليل (2006)، ص. 175.
47. ↑  الشرعان (2002)، ص. 62.
48. ↑  المديرس (2002)، ص. 118.
49. ↑  خليل (2006)، ص. 177.
50. ↑  خليل (2006)، ص. 179.
51. ↑  الشرعان (2002)، ص. 69.
52. ↑  المديرس (2002)، ص. 119.
53. ↑  خليل (2006)، ص. 186.
54. ↑  المديرس (2002)، ص. 120.
55. ↑  الشرعان (2002)، ص. 70.
56. ↑  المديرس (2002)، ص. 121.
57. ↑  خليل (2006)، ص. 196.
58. ↑  خليل (2006)، ص. 197.
59. ↑  الملا (2014)، ص. 184.
60. ↑  المديرس (2002)، ص. 123.
61. ↑  الملا (2014)، ص. 190.
62. ↑  خليل (2006)، ص. 201.
63. ↑  المديرس (2002)، ص. 124.
64. ↑  خليل (2006)، ص. 201-202.
65. 1 2  المديرس (2002)، ص. 129.
66. ↑  خليل (2006)، ص. 209.
67. ↑  الشرعان (2002)، ص. 72.
68. ↑  خليل (2006)، ص. 210.
69. ↑  الملا (2014)، ص. 193.
70. ↑  الشرعان (2002)، ص. 71.
71. ↑  المديرس (2002)، ص. 133.
72. ↑  المديرس (2002)، ص. 134.
73. ↑  1. الملا (2014)، ص. 197.
2. خليل (2006)، ص. 230.
74. ↑  الشرعان (2002)، ص. 73.
75. ↑  المديرس (2002)، ص. 138.
76. ↑  خليل (2006)، ص. 232.
77. ↑  خليل (2006)، ص. 355.
78. ↑  المديرس (2002)، ص. 141.
79. ↑  الشرعان (2002)، ص. 74.
80. ↑  المديرس (2002)، ص. 146.
81. ↑  المديرس (2002)، ص. 147.
82. ↑  1. خليل (2006)، ص. 314.
2. الملا (2014)، ص. 236.
83. ↑  خليل (2006)، ص. 362-363.
84. ↑  خليل (2006)، ص. 363-364.
85. ↑  المديرس (2002)، ص. 153.
86. ↑  خليل (2006)، ص. 157.
87. ↑  1. خليل (2006)، ص. 158.
2. المديرس (2002)، ص. 153.
88. ↑  خليل (2006)، ص. 211.
89. ↑  المديرس (2002)، ص. 161.
90. ↑  خليل (2006)، ص. 296-297.
91. ↑  خليل (2006)، ص. 298-299.
92. ↑  خليل (2006)، ص. 300.
93. ↑  خليل (2006)، ص. 335.
94. ↑  خليل (2006)، ص. 302.
95. ↑  المديرس (2002)، ص. 143.
96. ↑  خليل (2006)، ص. 302-303.
97. ↑  خليل (2006)، ص. 302-305.
98. ↑  المديرس (2002)، ص. 143-144.
99. ↑  خليل (2006)، ص. 309-310.
100. ↑  خليل (2006)، ص. 311.
101. ↑  خليل (2006)، ص. 314.
102. 1 2 3  المديرس (2002)، ص. 182.
103. ↑  1. خليل (2006)، ص. 350.
2. الشرعان (2002)، ص. 224.
104. ↑  خليل (2006)، ص. 298.
105. ↑  المديرس (2002)، ص. 180-181.
106. ↑  خليل (2006)، ص. 343-346.
107. ↑  خليل (2006)، ص. 346-348.
108. ↑  ابن المقرب (1988)، ص. 259.
109. ↑  1. المناعي (1982)، ص. 67.
2. المديرس (2002)، ص. 182.
110. 1 2  رمضان (2008)، ص. 326.
111. ↑  حسين (2010)، ص. 39.
112. ↑  حسين (2010)، ص. 46.
113. ↑  حسين (2010)، ص. 45.
114. ↑  1. المديرس (2002)، ص. 189.
2. المديرس (2002)، ص. 183.
115. ↑  المديرس (2002)، ص. 186-187.
116. ↑  المديرس (2002)، ص. 183.
117. ↑  المديرس (2002)، ص. 201.
118. ↑  المناعي (1982)، ص. 241.
119. ↑  المديرس (2002)، ص. 165.
120. ↑  الملا (2014)، ص. 74.
121. ↑  المديرس (2002)، ص. 171.
122. ↑  الملا (2014)، ص. 76-77.
123. ↑  الشرعان (2002)، ص. 165-166.
124. ↑  الشرعان (2002)، ص. 199.
125. ↑  الشرعان (2002)، ص. 201.
126. ↑  المديرس (2002)، ص. 172.
127. ↑  المديرس (2002)، ص. 173.
128. ↑  المديرس (2002)، ص. 174.
129. ↑  المديرس (2002)، ص. 175-176.
130. ↑  المديرس (2002)، ص. 214-218.

تركية
1. ↑  KURNAZ (2023), p. 276.

مواقع وب
عربية
1. ↑  "نهاية الدولة العيونية في البحرين". الدرر السنية. مؤرشف من الأصل في 2024-04-01. اطلع عليه بتاريخ 2024-04-01.
2. ↑  "انتشار المذهب المالكي في دولة الكويت – المذهب المالكي في بلاد البحرين". مؤرشف من الأصل في 2024-01-20. اطلع عليه بتاريخ 2024-01-20.
3. ↑  حسين، المنامة-حسين محمد. "الدولة العيونية والتأسيس لبناء الدولة الحضرية". صحيفة الوسط البحرينية. مؤرشف من الأصل في 2020-01-31. اطلع عليه بتاريخ 2024-04-04.
4. ↑  حسين، المنامة-حسين محمد. "حقبة الدولة العيونية وتأسيس المدارس الفقهية في البحرين". صحيفة الوسط البحرينية. مؤرشف من الأصل في 2020-02-01. اطلع عليه بتاريخ 2024-04-04.
5. ↑  حسين، المنامة-حسين محمد. "كرزكان وجاراتها في فترة الدولة العيونية". صحيفة الوسط البحرينية. مؤرشف من الأصل في 2020-01-08. اطلع عليه بتاريخ 2024-04-05.
6. ↑  حسين، المنامة-حسين محمد. "صدد وجاراتها في فترة الدولة العيونية". صحيفة الوسط البحرينية. مؤرشف من الأصل في 2019-06-29. اطلع عليه بتاريخ 2024-04-05.

### بَيانات المراجع (مُرتَّبة حَسب تاريخ النَّشر)
الكُتُب
العربية
- سامي جاسم عبد العزيز المناعي (1982)، ابن مقرب العيوني: شاعر الخليج العربي في العصور الإسلامية (ط. 1)، مصر: مطبعة الجبلاوي، LCCN:84960588، OCLC:15053213، OL:3017153M، QID:Q123828377
- علي بن المقرب العيوني (1988)، ديوان ابن المقرَّب، تحقيق: عبد الفتاح محمد الحلو (ط. 2)، السعودية: مكتبة التعاون الثقافي، OCLC:122703712، QID:Q125972337
- عبد الرحمن بن مديرس المديرس (2002). الدولة العُيُونيَّة في البَحْرَيْن: 469-636هـ/1076-1238م. الرياض: دارة الملك عبد العزيز. ISBN:9960-693-81-3. LCCN:2003346798. OCLC:52358413. OL:20126399M. QID:Q118072568.
- نايف بن عبد الله الشرعان (2002). نُقُود الدَّولة العيُونيَّة في بلاد البحْرين. الرياض: مركز الملك فيصل للبحوث والدراسات الإسلامية. ISBN:9960-726-91-6. LCCN:2003346824. OCLC:52146542. OL:19361341M. QID:Q118247592.
- محمد محمود خليل (2006). تاريخ الخليج وشرق الجزيرة العربية المسمى إقليم البحرين: في ظل حكم الدويلات العربية (العيونيين-العصفوريين-بني جروان-سلطنة هرمز-الجبور) (ط. 1). القاهرة: مكتبة مدبولي. ISBN:977-208-592-5. LCCN:2006308817. OCLC:70634495. OL:16272475M. QID:Q118669529.
- عاطف منصور محمد رمضان (2008). النقود الإسلاميّة: أهميتها في دراسة التاريخ والآثار والحضارة الإسلامية (ط. 1). القاهرة: زهراء الشرق. ISBN:977-314-342-2. LCCN:2008532164. OCLC:304154627. OL:24022099M. QID:Q120170526.
- حسين محمد حسين (2010). مسجد الخميس: الحوزة الأولى وأول مسمار في نعش القرامطة (ط. 1). المنامة: دار الوسط. ISBN:978-99901-88-11-0. LCCN:2017481123. OCLC:1029063283. QID:Q124305815.
- عبد الرحمن بن عثمان بن محمد الملا (2014). تاريخ الإمارة العيونية في بلاد البحرين (ط. 1). الخبر: الدار الوطنية الجديدة. ISBN:978-9960-691-79-4. LCCN:2016339576. OCLC:958224607. OL:44587747M. QID:Q118210223.

دوريات مُحكَّمة
التركية
- YASİN KURNAZ (30 Nov 2023). "Uyûnîler Emirliği Siyasî Tarihi (469/1070-636/1239)". dergiabant (بالتركية). 11 (2): 268–281. DOI:10.33931/dergiabant.1330036. Archived from the original on 2024-05-01.

## وصلاتٌ خارجيَّةٌ
- فراس الطيب. "العيونيون في البحرين". تاريخ الحكام والسلالات الحاكمة. مؤرشف من الأصل في 2024-03-02.
- خالد المعاضيد. "الدولة العيونية". مؤرشف من الأصل في 2023-06-28.

| الدولة العيونية      |                           |                       |
| سبقه الدَّولَةُ القِرمِطيَّة | تاريخُ الأحساء 1076 - 1238 | تبعه الدَّولَةُ العُصفُوريَّة |